# Sassnitz
Die Stadt Sassnitz (bis zum 2. Februar 1993 Saßnitz) ist ein staatlich anerkannter Erholungsort an der Ostsee. Sie liegt auf der Halbinsel Jasmund im Nordosten der Insel Rügen und gehört zum Landkreis Vorpommern-Rügen in Mecklenburg-Vorpommern (Deutschland).
Über viele Jahrhunderte war es vor allem ein kleiner Fischerort, um 1890 kamen ein größerer Hafen und der Eisenbahnanschluss hinzu. Die als Königslinie (schwedisch Kungslinjen) bezeichnete frühere Eisenbahnfährverbindung zwischen Sassnitz und Trelleborg war die kürzeste direkte Fährverbindung zwischen Deutschland und Schweden. Sassnitz wurde zum gefragten Fährort und Seebad. Der Ort erhielt erst 1957 Stadtrecht und ist damit die zweitjüngste Stadt in Mecklenburg-Vorpommern sowie nach dem Hauptort Bergen auf Rügen die zweitgrößte auf Rügen.
Sassnitz erhielt 2012 den UNESCO-Weltnaturerbe-Titel für die reichhaltigen Buchenurwälder im Nationalpark Jasmund. Nordöstlich an die Kernstadt angrenzend beginnt die Kreideküste. Zudem ist Sassnitz für seine Bäderarchitektur im Kurviertel sowie für den Fährhafen Sassnitz im südlichen Ortsteil Mukran bekannt.

## Geographie

### Lage

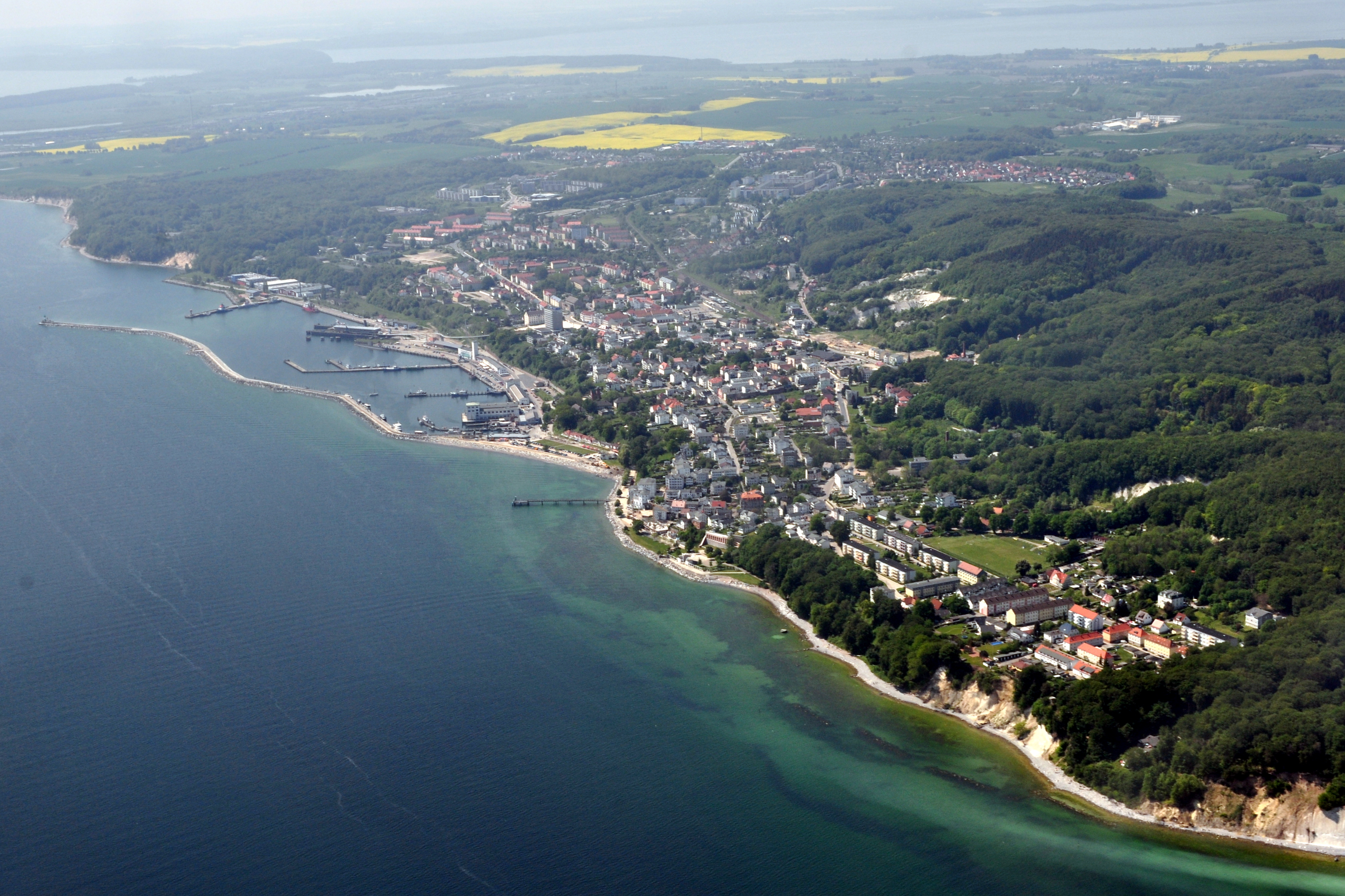
Sassnitz (2011)

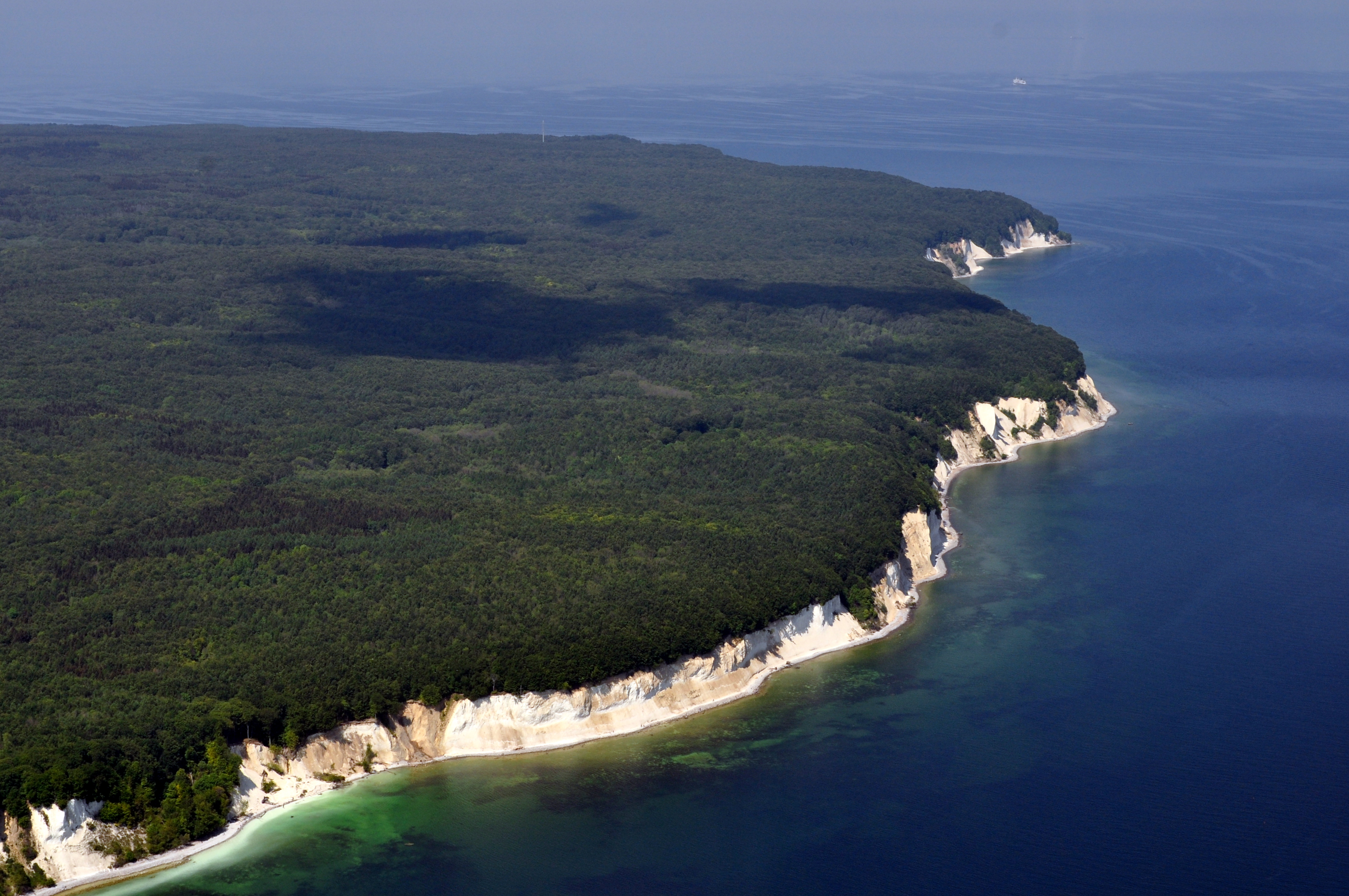
Kreidefelsen nahe Sassnitz

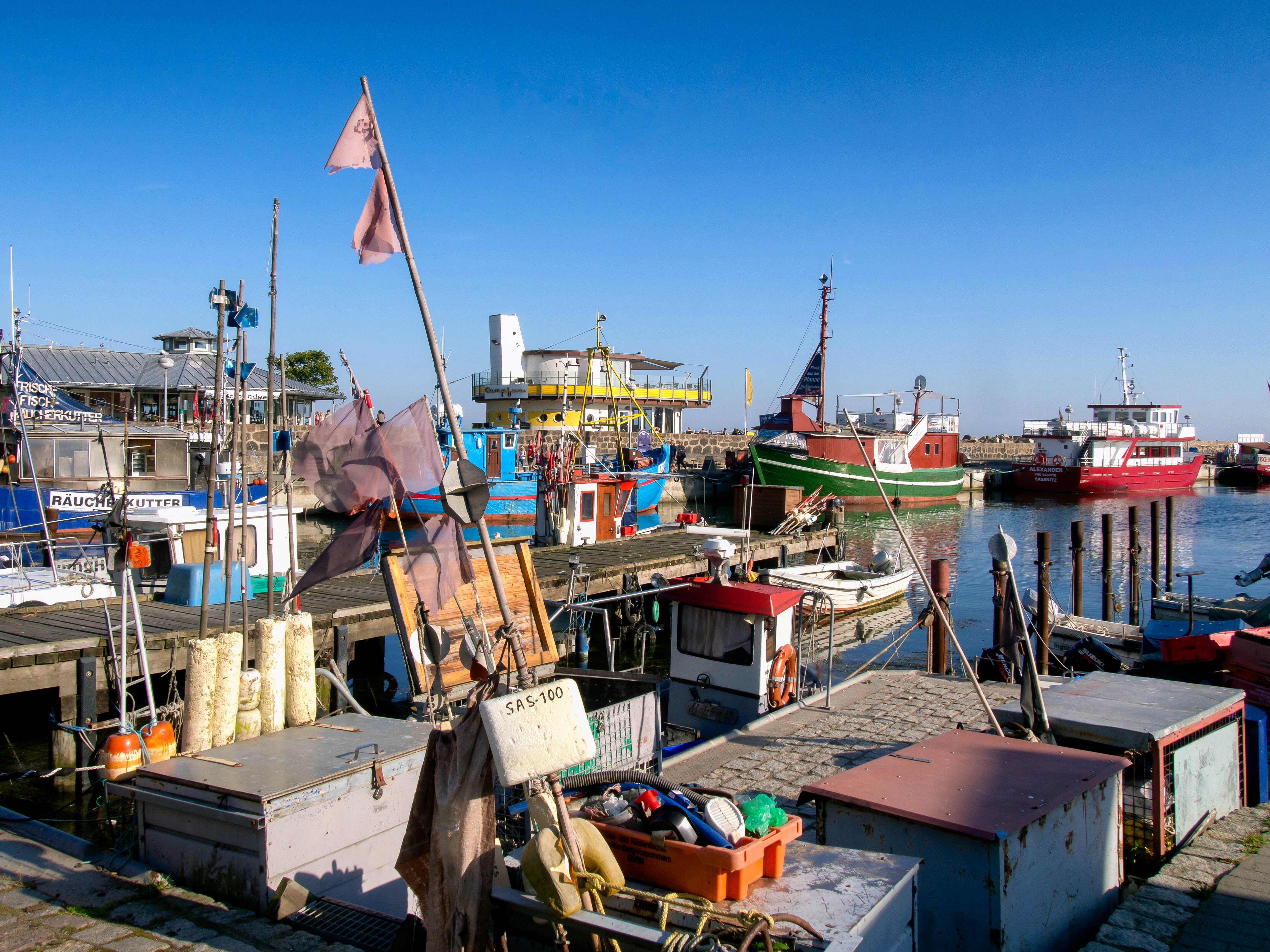
Fischerboote im Stadthafen

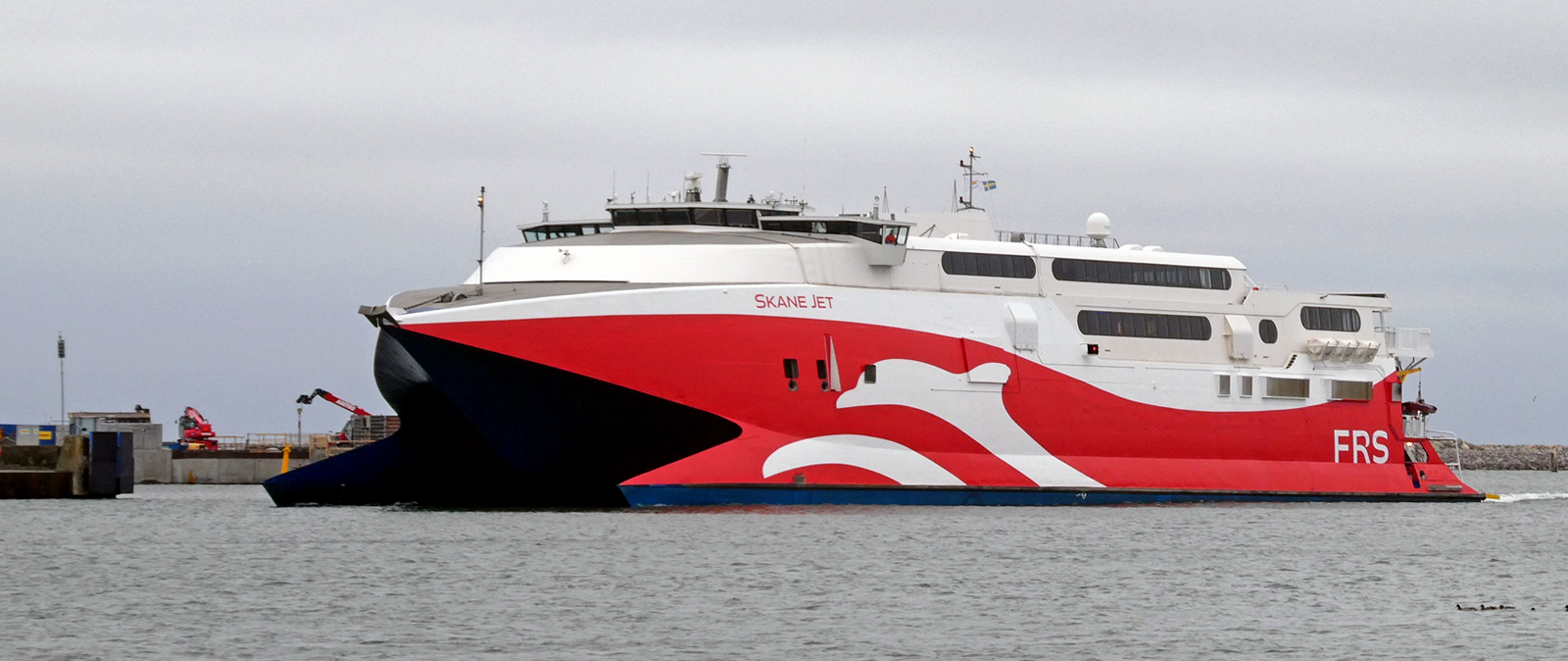
Der Katamaran Skane Jet bediente Herbst 2020 bis Herbst 2024 die Strecke Sassnitz-Ystad.

Das Stadtgebiet von Sassnitz erstreckt sich im Nordosten der Insel Rügen, im östlichen Teil der Halbinsel Jasmund bis zur Schmalen Heide im Süden. Große Teile des Stadtgebiets bedecken verschiedene Waldformen mit ihren typischen Lebensräumen. Eine Besonderheit ist der Wald an den Küstenhängen. Hier gibt es seltene Gehölze wie Wildbirne, Wildapfel und Eiben. Die Stadt liegt am Küstenhang am Südende der Stubnitz, einem siebeneinhalb Kilometer langen und bis zu vier Kilometer breiten Buchenwald. Die verbleibenden Flächen sind Moore, Strand, Wiesen, Weiden sowie Siedlungsbereiche. Im Süden des Stadtgebietes bei Mukran befinden sich die Wostevitzer Teiche, eine unter Naturschutz stehende sumpfige Senke. Durch das bebaute Stadtgebiet fließt der Steinbach.
Für ihre Region bildet die Stadt Sassnitz ein Grundzentrum, mit Teilfunktionen eines Mittelzentrums (u. a. durch den Fährhafen mit internationalen Verbindungen).

### Stadtgliederung
Die Stadt Sassnitz besteht aus folgenden Ortsteilen:
| - Blieschow - Buddenhagen - Dargast - Drosevitz | - Dubnitz - Klementelvitz - Mukran - Neu Mukran | - Rusewase - Sassnitz - Staphel - Stubbenkammer | - Werder - Wostevitz |

Ortslagen
| - Dwasieden - Krampas | - Lancken - Lenz | - Wedding |

## Geschichte

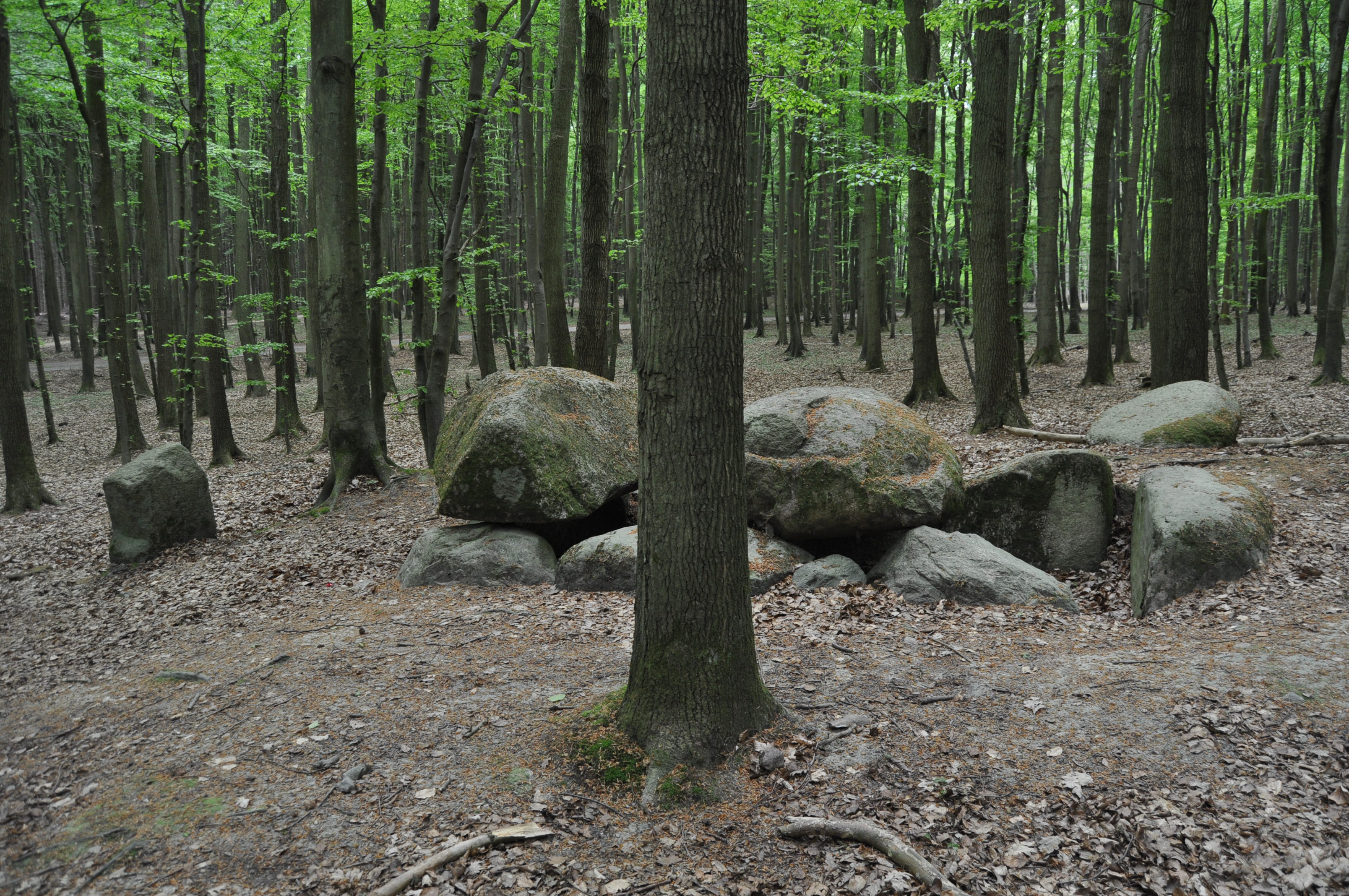
Großsteingrab in der Stubnitz nördlich von Sassnitz

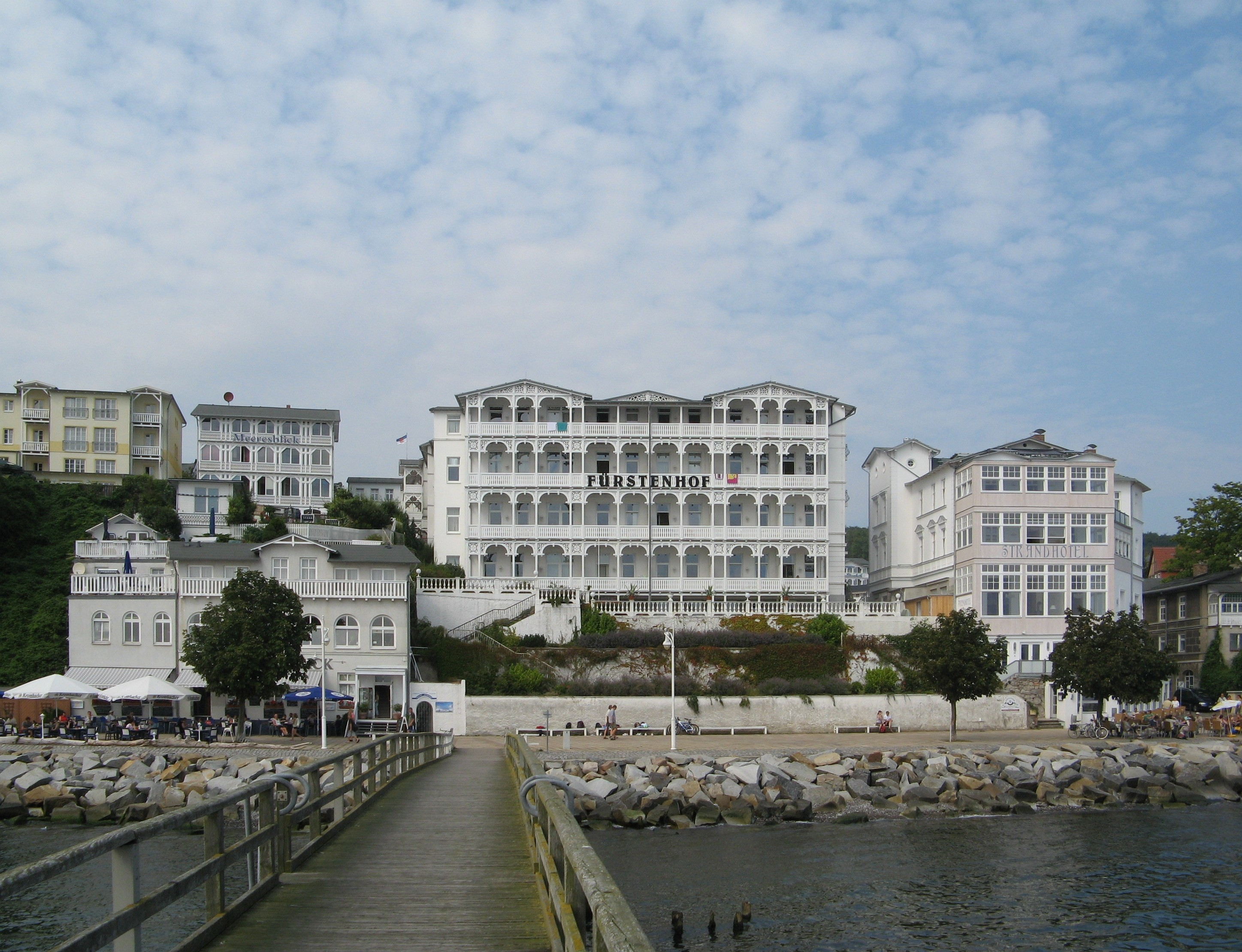
Hotels an der Strandpromenade mit Seebrücke

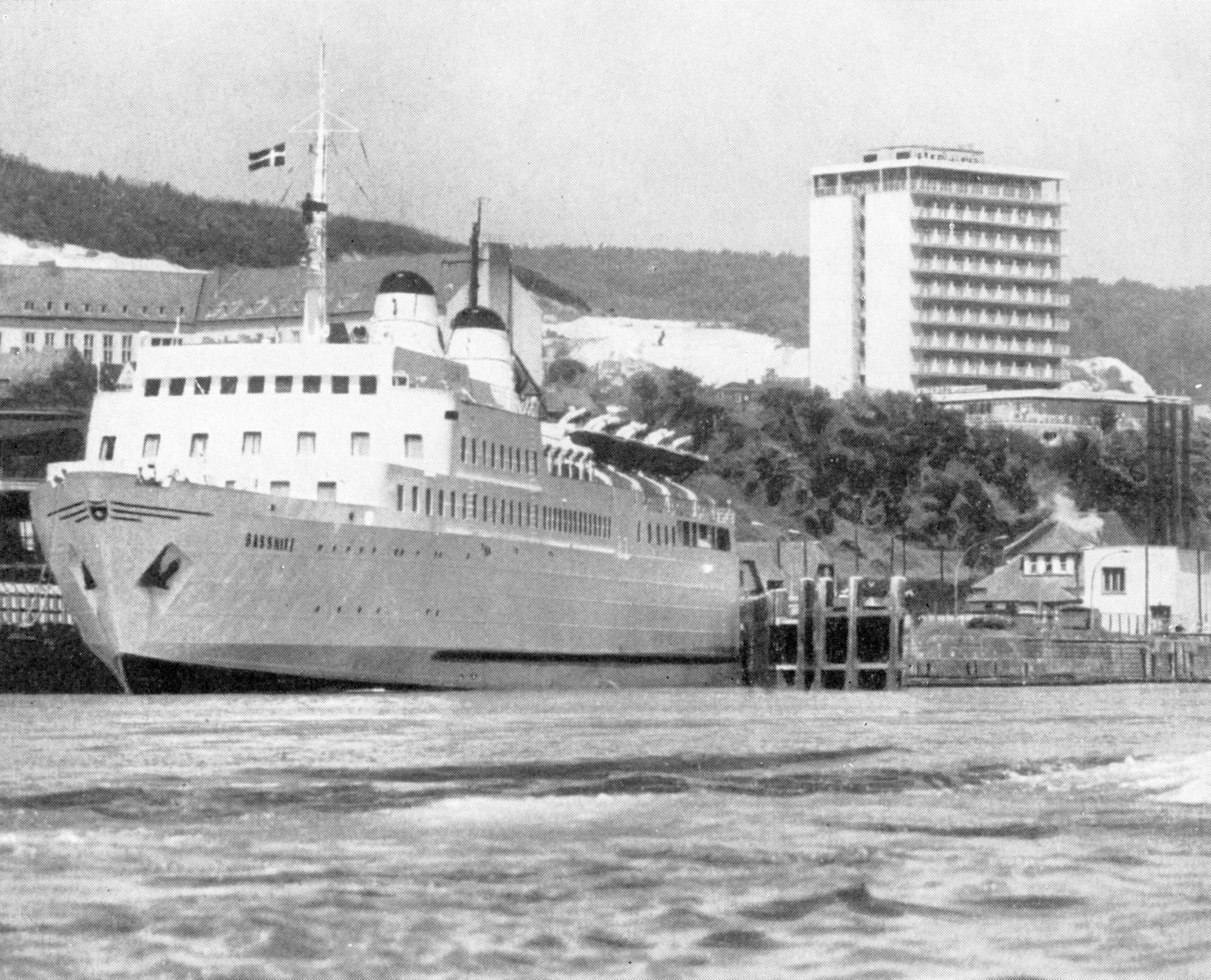
Alter Fährhafen mit Stadtsilhouette

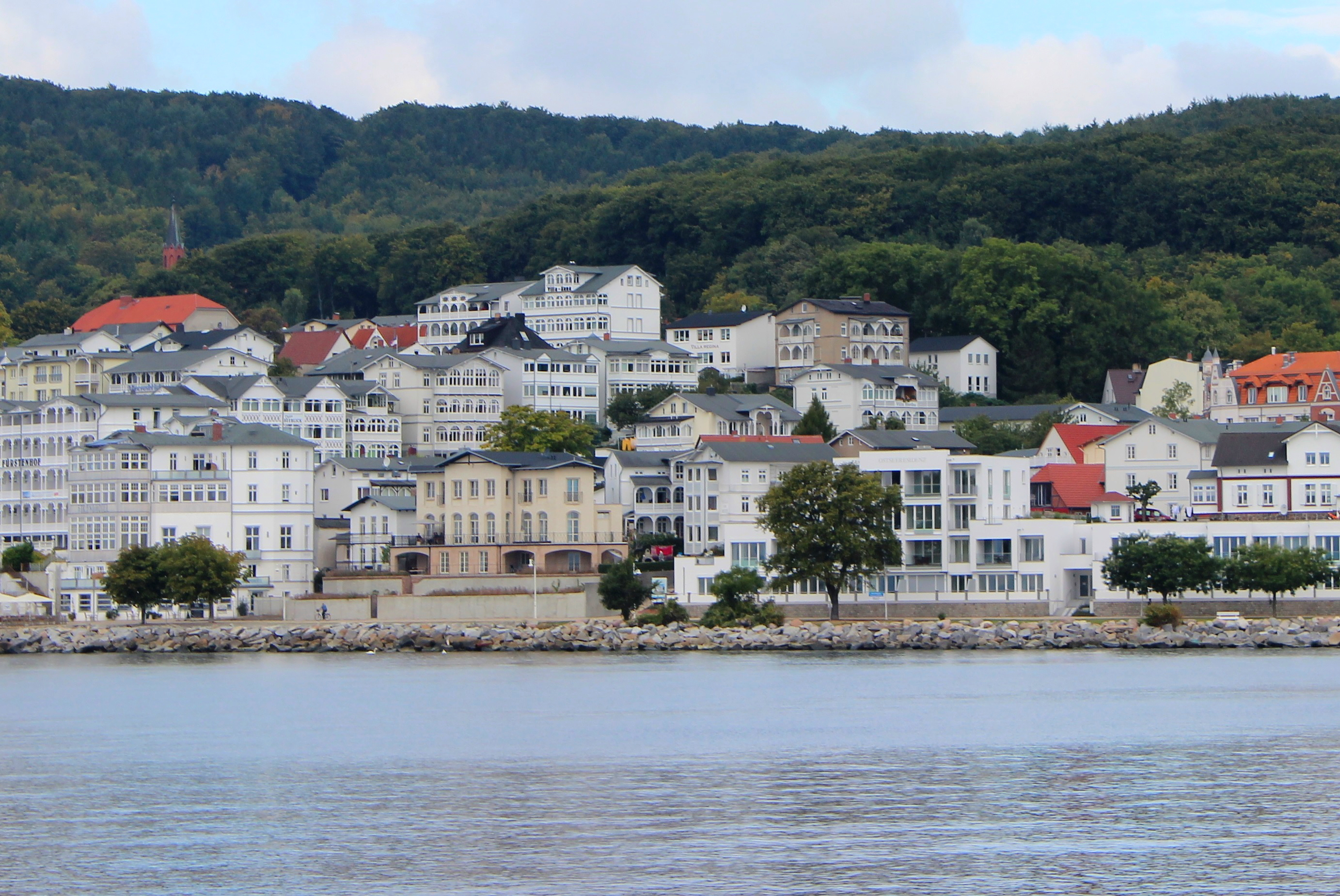
Altstadt, im Hintergrund der Nationalpark Jasmund

### Frühgeschichte und Mittelalter
Der Name Sassnitz geht vermutlich auf ein slawisches Wort zurück, das Kiefer bedeutet (heute polnisch sosna, russisch und ukrainisch сосна).
Die Gegend um Sassnitz ist eine alte Ansiedlung seit dem Neolithikum und der Bronzezeit. Zahlreiche Großstein- und Hügelgräber belegen dies. Die nördlich der Stadt gelegenen Burgwälle am „Hengst“ und der Buddenhagener „Schloßberg“ verweisen wie viele andere archäologische Funde auf die Besiedlung in der Slawenzeit.

### 19. Jahrhundert
Erst 1906 wurden das Bauern- und Fischerdörfchen Crampas und das Fischerdorf Saßnitz zur Gemeinde Saßnitz zusammengeführt. Die Fischerei war (und ist) bedeutsam. Der Wunsch vieler städtischer Bürger nach Erholung an der See führte Ende des 19. Jahrhunderts zu einer raschen und starken Belebung an den Küsten der Ost- und Nordsee, so auch auf Rügen. Schon 1824 reiste die Familie des Berliner Theologen Friedrich Schleiermacher zu einem Badeaufenthalt nach Saßnitz.
Theodor Fontane benannte in seinem Buch Effi Briest den Liebhaber Major von Crampas nach dem Fischerdorf auf Rügen, schrieb über den Herthasee mit seinen wendischen Opfersteinen und ließ im Buch den Ausspruch tätigen: „Nach Rügen reisen heißt nach Saßnitz reisen.“ Johannes Brahms und Kaiser Wilhelm waren weitere illustre Besucher.
1871 wurde die Straße nach Saßnitz ausgebaut, 1891 wurde der Ort von Bergen aus an das Eisenbahnnetz angeschlossen, ab 1878 gab es eine Schiffsverbindung nach Stettin, von 1887 bis 1896 modernisierte Adolph von Hansemann die Stadt auf eigene Kosten, unter anderem ließ er den Fischereihafen anlegen. Mit dem Hafenausbau 1889 unterhielt Saßnitz Seeverbindungen nach Rønne (Bornholm), Trelleborg und Memel. Mit dem Seitenraddampfer Freia wurde 1897 die neue Postdampferlinie Saßnitz–Trelleborg eröffnet. Die neuen Verbindungen ließen den Ort schnell wachsen. Die Kreideindustrie wurde ausgebaut, Fische und Fischprodukte bestimmten das Arbeitsleben und der Tourismus wuchs, wobei sich andere Orte mit Stränden besser entwickelten.

### 20. und 21. Jahrhundert
Anfang des 20. Jahrhunderts entstand die Strandpromenade mit einer Seebrücke. Die typische Bäderarchitektur mit Pensionen und Hotels prägte das Erscheinungsbild des Ortes in dieser Zeit. 1905 zählte man rund 22.000 Kurgäste. Nach Aufnahme der Fähr- und Postdampferlinien wurde Saßnitz ein Beamtenort mit den entsprechenden neuen Wohnhäusern.
1935/1936 entstand eine Schulungsburg der NSDAP, die von der Deutschen Arbeitsfront genutzt wurde. Ihr Architekt war Julius Schulte-Frohlinde. Im Zweiten Weltkrieg wurde daraus ein Lazarett, nach 1945 war das Krankenhaus Saßnitz darin untergebracht, der Abriss erfolgte 1996.
Vom Frühjahr 1945 bis zum Kriegsende im Mai 1945 existierte in Saßnitz ein Außenlager des KZ Ravensbrück. Die nur rund 20 Quadratmeter große, eingezäunte und bewachte KZ-Baracke befand sich am Ende des ehemaligen Wedding-Parks nahe dem heutigen Karl-Liebknecht-Ring. Die Häftlinge, die mehrheitlich den Zeugen Jehovas angehörten, wurden als Handwerker dem Forschungsinstitut der Reichs-Arbeits-Gemeinschaft für Verwertung der Meeresalgen für Volksgesundheit und gegen Mangelkrankheiten zugewiesen. Kommandant des Außenlagers war der emeritierte Professor, Maler und Bildhauer SS-Oberführer Arnold Waldschmidt unter Leitung des SS-Wirtschafts- und Verwaltungshauptamtes. Heute erinnern mehrere Stolpersteine in der Stadt an die Häftlinge.
Ab Ende Februar 1945 wurde Saßnitz für Flüchtlinge aus dem Osten zunehmend zum Ausweichhafen für das überlastete Swinemünde. In der Nacht vom 6. auf den 7. März 1945 erfolgte auf die Stadt und die im Hafen und auf Reede liegenden Schiffe ein britischer Bombenangriff mit 191 Lancaster-Bombern. Dabei wurden 17 Fahrzeuge versenkt, darunter das im Fährbett liegende Lazarettschiff Robert Möhring (353 Tote) und auf der Reede der Zerstörer Z 28 (150 Tote). Insgesamt starben bei dem 20-minütigen Angriff etwa 1200 Menschen. Es wurden 537 Wohnungen zerstört, die Ost-Mole sowie Kaianlagen schwer beschädigt.
1949 wurde der VEB Fischkombinat Saßnitz am Hafen errichtet und beschäftigte bis zu 2200 Arbeiter. Der VEB Fischwerk Saßnitz mit dem Betriebsteil Lauterbach wurde zum zweitgrößten Nahrungsgüterwerk der DDR. 1977 wurden 150.000 Tonnen Fischkonserven, 3000 Tonnen Präserven und 500 Tonnen Räucherwaren hergestellt. Zwischen Saßnitz und Dargast bestand zu DDR-Zeiten das Pionierlager „Pablo Neruda“ für die Kinder von VEB-Betriebsangehörigen.
1957 erhielt Saßnitz das Stadtrecht. Die Fischindustrie wurde ausgebaut; die Pensionshäuser jedoch verfielen zunehmend, weil die Urlauber die Sandstrände im Süden und Norden der Insel vorzogen.
Um 1977 hatte die Fischfangflotte von Saßnitz 48 26,5-m-Kutter, 15 Frosttrawler und zwei Kühl- und Transportschiffe. Sie landete jährlich über 60.000 Tonnen Fisch an.
1984 entstand in Mukran ein neuer Hafen für den Eisenbahnfährverkehr zwischen der DDR und der Sowjetunion. Nach dem Zerfall der Sowjetunion 1991 wurde der Fährhafen Saßnitz für die Verbindungen in den gesamten Ostseeraum umstrukturiert.
Ab 1991 wurde der historische Stadtkern im Rahmen der Städtebauförderung grundlegend saniert. Die Häuser der Bäderarchitektur wurden renoviert und weitgehend einheitlich in weiß gehalten. Der Altstadthafen wurde ab 2000 in die städtebauliche Stadtsanierung einbezogen.
2007 wurde eine 274 m lange Hängebrücke für Fußgänger eingeweiht, die das Stadtzentrum zwischen Bahnhof, Rügen-Galerie, Kurhotel und Hauptstraße mit dem Sassnitzer Hafen verbindet.
Von 1952 bis 1955 gehörte Saßnitz zum Kreis Bergen im neu gegründeten DDR-Bezirk Rostock. Der Kreis Bergen wurde am 1. Januar 1956 mit dem Kreis Putbus zum Kreis Rügen vereinigt. Zu diesem Kreis im Bezirk Rostock gehörte Saßnitz von 1956 bis 1990 bis 2011 zum Landkreis Rügen im Land Mecklenburg-Vorpommern. Seit der Kreisgebietsreform 2011 liegt die Stadt im Landkreis Vorpommern-Rügen.
Im August 2020 forderten Ted Cruz, Tom Cotton und Ron Johnson, drei Kongressabgeordnete des US-Senats, Frank Kracht, den Bürgermeister von Sassnitz, auf, die Unterstützung der öffentlichen Hafengesellschaft von Sassnitz für das Projekt Nord Stream 2 zu beenden, und drohten, dass die USA andernfalls rechtliche und wirtschaftliche Sanktionen gegen ihn und zwei weitere Beteiligte verhängen würden. Manuela Schwesig, die Ministerpräsidentin von Mecklenburg-Vorpommern, nannte den Brief einen Erpressungsversuch; Jürgen Trittin bezeichnete ihn als wirtschaftliche Kriegserklärung. Seither bekräftigte auch die damalige Bundeskanzlerin Angela Merkel ihre Zustimmung zum Projekt: „Die Pipeline sei genehmigt und bleibe genehmigt.“ Sie wolle sich mit Hochdruck dafür einsetzten, Sanktionen abzuwenden.
Aufgrund des russischen Überfalls auf die Ukraine am 24. Februar 2022 wurde die Zertifizierung und Inbetriebnahme ausgesetzt. Durch einen Anschlag auf die Nord-Stream-Pipelines im September 2022 wurden beide Nord Stream 1 und Nord Stream 2 schwer beschädigt.
Als Alternative entstand 2023/2024 das LNG-Terminal Mukran, das über eine etwa 50 Kilometer lange Ostsee-Anbindungs-Leitung (OAL) an das landseitige Gasfernleitungsnetz nahe dem Industriehafen Lubmin angebunden wurde.

## Bevölkerung
| Jahr | Einwohner | Anmerkungen |
| ---- | --------- | --- |
| 1818 | 0108      | [ 14 ] |
| 1867 | 0235      | am 3. Dezember, davon 57 im Bauerndorf (Alt-)Sassnitz und 178 im Badeort Sassnitz                                  |
| 1871 | 0222      | am 1. Dezember, davon 51 im Bauerndorf (sämtlich Evangelische) und 171 im Badeort (170 Evangelische, ein Katholik) |
| 1885 | 0332      | [ 16 ] |
| 1905 | 1842      | evangelische Einwohner, 22.000 Kurgäste                                                                            |
| 1925 | 3987      | [ 16 ] |
| 1933 | 4899      | [ 16 ] |
| 1939 | 7826      | [ 16 ] |

| Jahr | Einwohner |
| ---- | --------- |
| 1950 | 07.410    |
| 1957 | 12.284    |
| 1971 | 13.676    |
| 1981 | 14.944    |

| Jahr | Einwohner |
| ---- | --------- |
| 1990 | 13.032    |
| 1995 | 12.241    |
| 2000 | 11.637    |
| 2005 | 10.813    |
| 2010 | 10.366    |
| 2015 | 09.560    |

| Jahr | Einwohner |
| ---- | --------- |
| 2020 | 9.191     |
| 2021 | 9.064     |
| 2022 | 9.199     |
| 2023 | 9.169     |

ab 1990: Stand: 31. Dezember des jeweiligen Jahres
Mit dem Aufschwung als Seebad sowie als Fischerei- und Fährhafen wuchs die Einwohnerzahl bis in die 1980er Jahre stetig. Seit 1990 nahm sie wieder deutlich ab.

## Politik

### Stadtvertretung
Die Stadtvertretung von Sassnitz besteht aus 21 Mitgliedern. Die Kommunalwahl am 9. Juni 2024 führte bei einer Wahlbeteiligung von 53,0 % zu folgendem Ergebnis:
| Partei / Wählergruppe                      | Stimmenanteil 2019 | Sitze 2019 |  | Stimmenanteil 2024 | Sitze 2024 |
| ------------------------------------------ | ------------------ | ---------- |  | ------------------ | ---------- |
| Bürger für Sassnitz (BfS)                  | –                  | –          |  | 23,9 %             | 5          |
| AfD                                        | 14,4 %             | 3          |  | 19,6 %             | 4          |
| SPD                                        | 15,5 %             | 3          |  | 15,3 %             | 3          |
| CDU                                        | 18,0 %             | 4          |  | 12,7 %             | 3          |
| Alternative Freie Wählergemeinschaft (AFW) | 10,8 %             | 2          |  | 09,1 %             | 2          |
| Die Linke                                  | 19,9 %             | 4          |  | 05,9 %             | 1          |
| FDP                                        | 06,2 %             | 1          |  | 04,6 %             | 1          |
| Bürger für konservative Werte (BkW)        | –                  | –          |  | 02,8 %             | 1          |
| Aufbruch Zukunft Sassnitz (AZS)            | –                  | –          |  | 02,4 %             | 1          |
| Seniorenwählergemeinschaft (SWG)           | 02,4 %             | 1          |  | 01,8 %             | –          |
| Einzelbewerber Ronny Przedpelski           | –                  | –          |  | 01,6 %             | –          |
| Einzelbewerber Louis Kollwitz              | –                  | –          |  | 00,4 %             | –          |
| Bürger für Vorpommern-Rügen (BVR)          | 08,8 %             | 2          |  | –                  | –          |
| Einzelbewerber Falko Gärtig                | 02,0 %             | 1          |  | –                  | –          |
| Einzelbewerber Udo Krüger                  | 01,8 %             | –          |  | –                  | –          |
| Insgesamt                                  | 100 %              | 21         |  | 100 %              | 21         |

### Bürgermeister
- 1994–2015: Dieter Holtz (Die Linke)[20]
- 2015–2022: Frank Kracht
- ab 2022: Leon Kräusche

Kracht wurde am 20. September 2015 mit 52,6 % der gültigen Stimmen gewählt.
Kräusche wurde in der Bürgermeisterwahl am 11. September 2022 mit 66,6 % der gültigen Stimmen zu seinem Nachfolger gewählt. Seine Amtszeit beträgt sieben Jahre.

### Wappen, Flagge und Dienstsiegel

Flagge der Stadt Sassnitz

Die Stadt Sassnitz führt ein Wappen, eine Flagge und ein Dienstsiegel. Das Wappen wurde angenommen 1959 durch die Stadtverordnetenversammlung Saßnitz, so der damalige Stadtname, bestätigt durch Beschluss der Stadtvertretung Sassnitz vom 1. November 1994 und unter Nr. 17 der Wappenrolle des Landes Mecklenburg-Vorpommern eingetragen. Die Flagge wurde genehmigt durch den Innenminister von Mecklenburg-Vorpommern am 9. Juli 1997.
Wappen
„Das Wappen zeigt in Blau einen rot-silbern geteilten Leuchtturm mit silbernen Lichtstrahlen, der aus einer Lücke in der oberen Reihe einer roten, silbern eingefassten Ziegelmauer hervorkommt.“
Flagge
„Die Stadtflagge zeigt in drei Längsstreifen die Farben Blau-Weiß-Blau. Die blauen Streifen nehmen je zwei Neuntel der Flaggenhöhe ein. Der weiße Streifen nimmt fünf Neuntel der Höhe ein und ist in der Mitte mit dem Stadtwappen belegt. Die Höhe des Wappenschildes verhält sich zur Höhe des Flaggentuchs wie 4 zu 9. Höhe und Länge des Flaggentuchsverhalten sich zueinander wie 3 zu 5.“
Dienstsiegel
Das Dienstsiegel zeigt das Stadtwappen und die Umschrift „STADT SASSNITZ • LANDKREIS VORPOMMERN-RÜGEN“.

### Städtepartnerschaften
- Cuxhaven, Deutschland seit 1990
- Trelleborg, Schweden, seit 1992
- Kingissepp, Russland, seit 2003
- Huai’an, Volksrepublik China, seit 2007
- Klaipėda, Litauen, seit 2012
- Port Washington, USA, seit 2017[12]

## Sehenswürdigkeiten und Kultur (Auswahl)

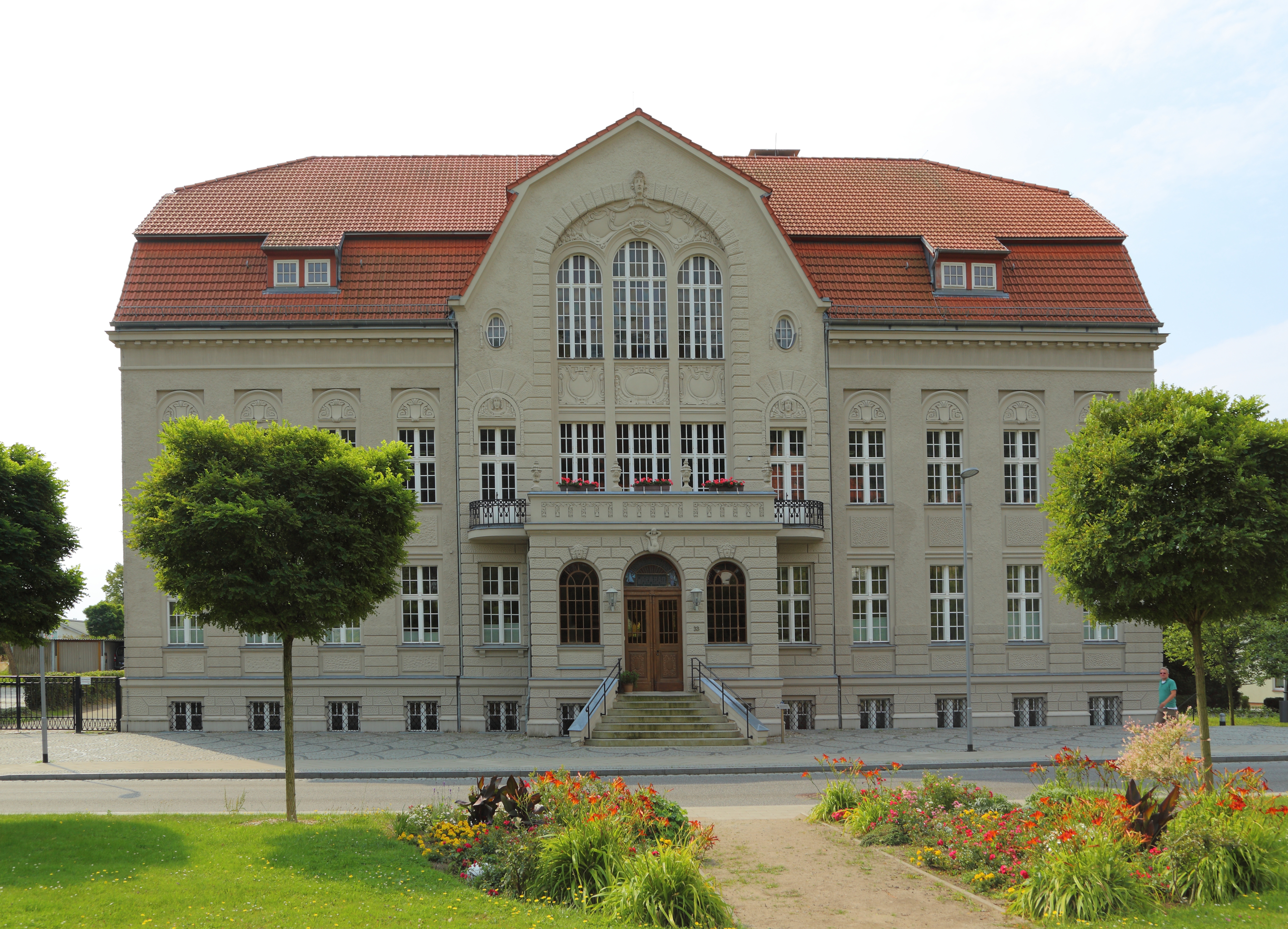
Rathaus

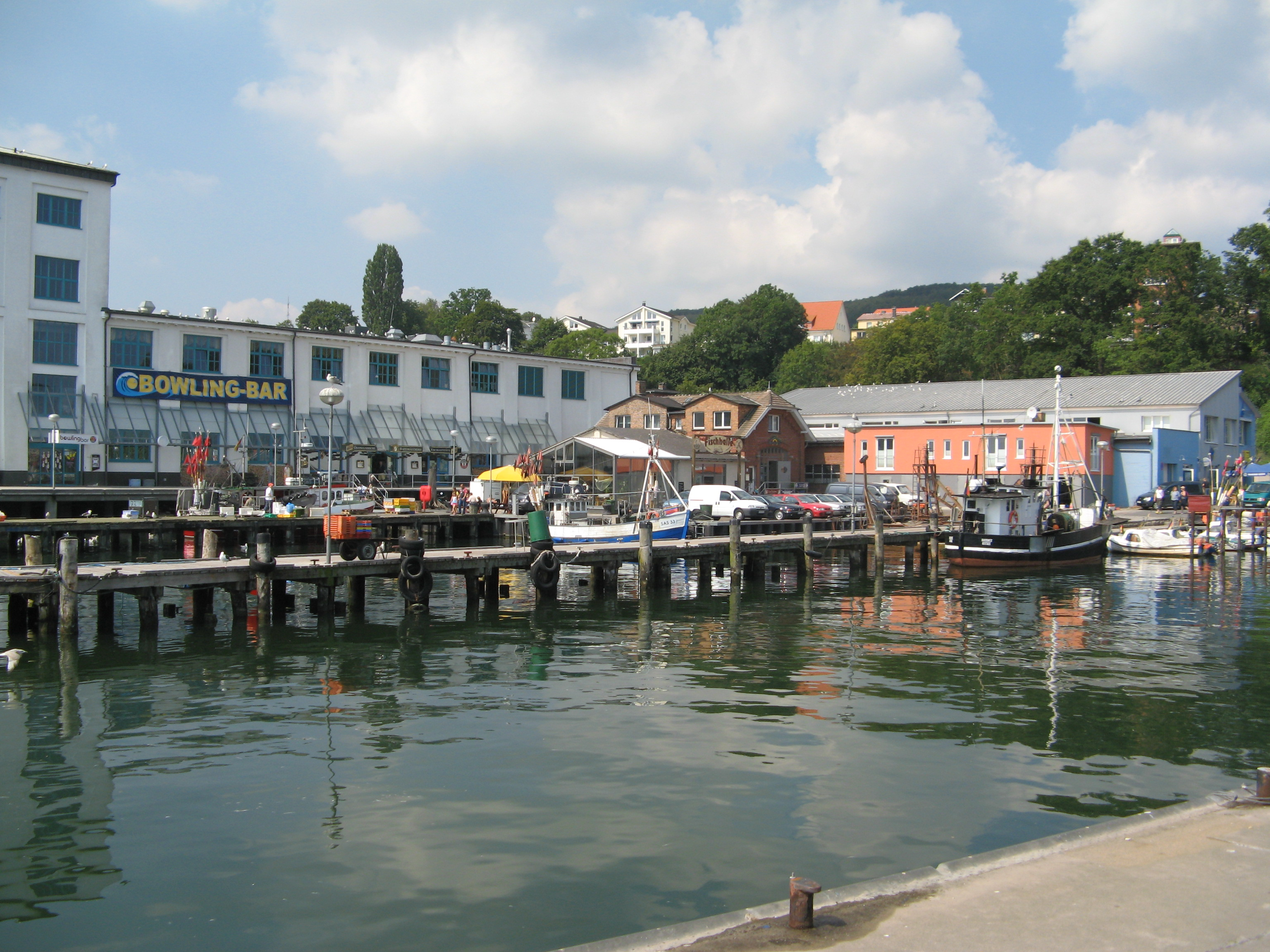
Alter Fischereihafen

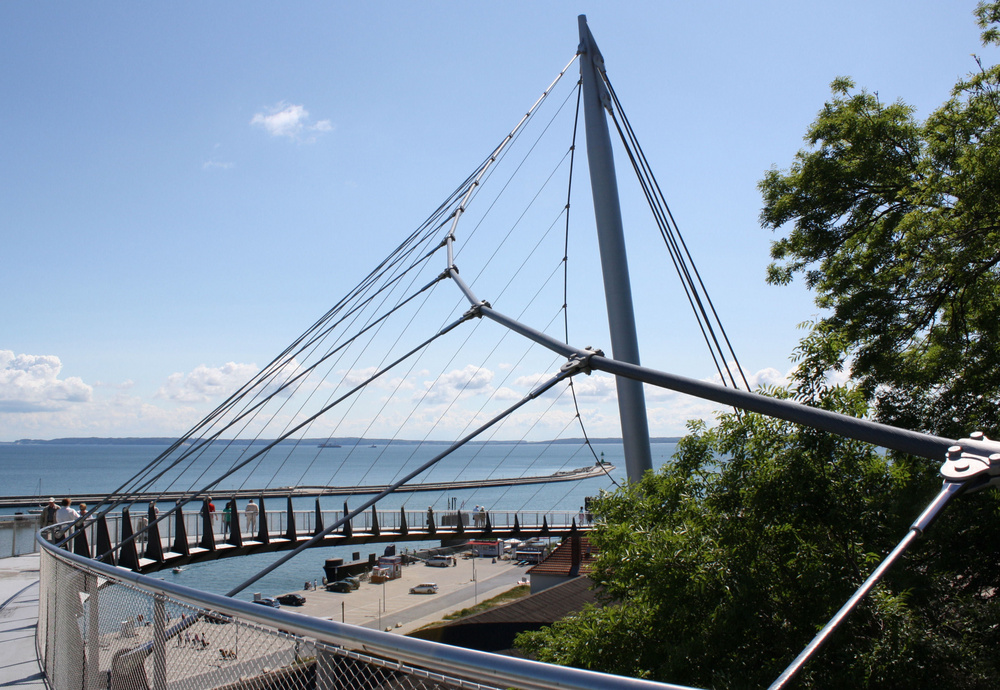
Hängebrücke zum Hafen

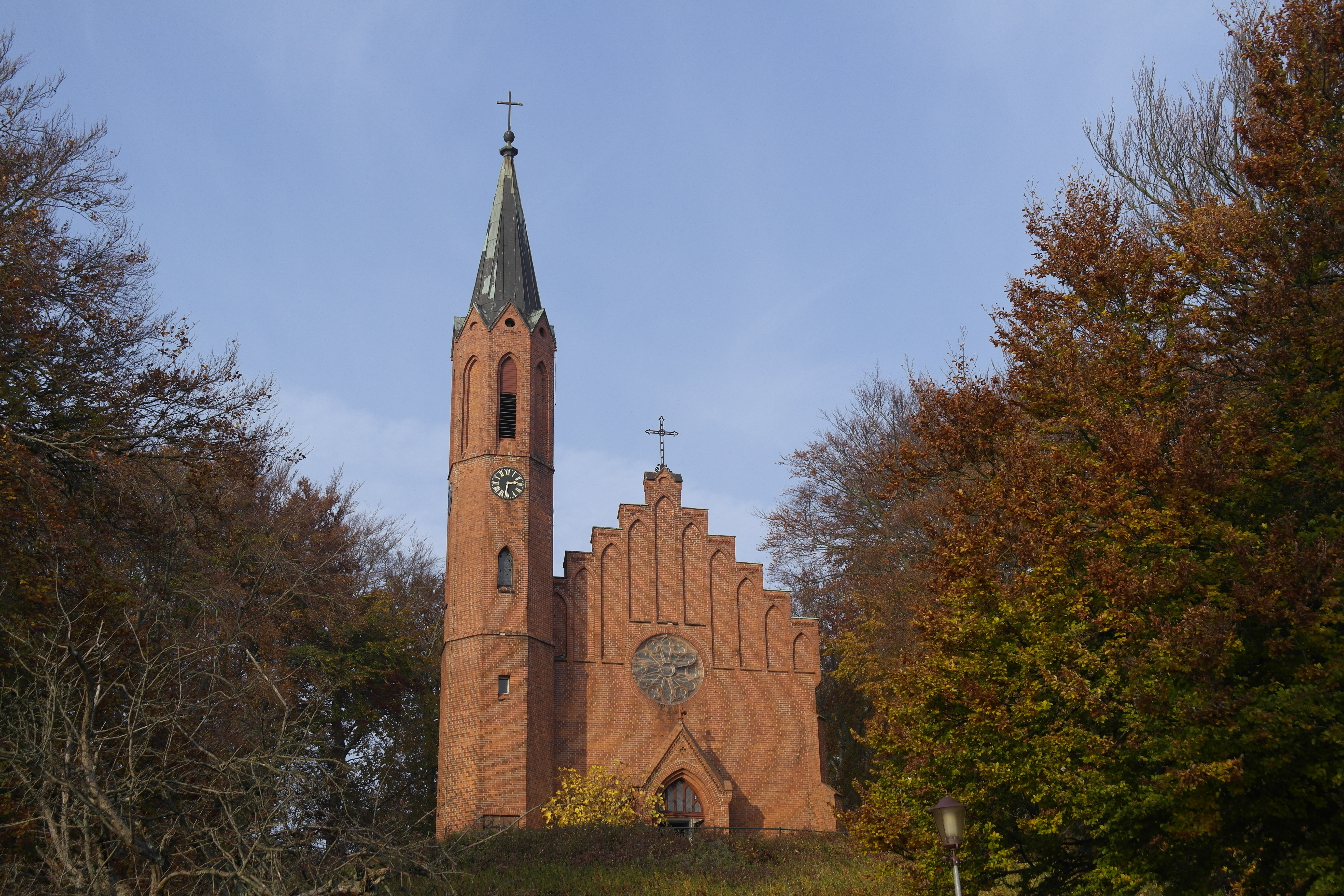
St.-Johannis-Kirche

### Bauwerke
- Altstadt mit dem blau-weißen ältesten Haus von Sassnitz in der Karlstraße. Sehenswert sind auch das Haus Seerose (Ringstraße 7) und die Villa Hertha.
- Evangelische St.-Johannis-Kirche, auf einer Anhöhe zwischen Sassnitz und Crampas an der Stubbenkammerstraße, 1880 nach Plänen von Stadtbaurat Adolf Gerstenberg (Berlin) begonnen, 1883 eingeweiht.
- Rathaus Sassnitz nach Plänen von Gustav Bähr (Berlin), 1910 als Warmbad und Gemeindehaus für die Bürger eröffnet. Am Hauptportal erinnert eine pittoreske Glasbemalung an die frühere Funktion.
- Ehemaliges Postamt von 1897, heute Stadtbibliothek und -Archiv.
- Außenmole mit einer Länge von 1450 m, Baubeginn 1889, Fertigstellung 1912.[24]
- Molenfeuer auf der Ostmole, 1904 errichtet, 1937 durch den derzeitigen grün-weißen Leuchtturm ersetzt. Der über 12 Meter hohe Leuchtturm ist ein ausgewiesenes Baudenkmal und verfügt über eine achteckige Stahlturmkonstruktion mit auskragendem, umlaufenden Balkon am Laternenhaus.
- Seelotsenstation in der Hafenstraße oberhalb des Hafens, 1895 im Rahmen des Hafenausbaus fertiggestellt, diente als Wohngebäude für den Hafenmeister und als Unterkunft für die Seelotsen,[25] 2004 restauriert.
- Hängebrücke, 274 m lang, 2007 fertiggestellt, Fußgängerverbindung zwischen Stadtzentrum und Hafen, Konstruktion nach Plänen von Schlaich, Bergemann und Partner (Stuttgart), mit dem Deutschen Brückenbaupreis 2010 ausgezeichnet.
- Glasbahnhof und Fähranleger im Hafen von Sassnitz, mit über 100-jähriger Tradition des Fährverkehrs nach Schweden bzw. Nordeuropa.
- Seniorenzentrum der AWO von 2005 am Rande des Dwasiedener Waldes, bestehend aus Pflegeheim und Servicewohnanlage mit alten- und behindertengerechten Wohnungen. In Zusammenarbeit mit Künstlern entstand ein Sinnesgarten mit gesichertem Rundweg für Demenzkranke.
- Schloss Dwasieden inmitten eines Parks im Dwasiedener Wald. Die Ruinen lassen die wechselvolle Geschichte dieses einst imposanten Gebäudes erahnen. Der Aachener Großbankier Adolph von Hansemann erwarb den Besitz Mitte des 19. Jahrhunderts von Baron Eduard von Barnekow. Das Herrenhaus wurde zwischen 1873 und 1877 nach einem Entwurf von Friedrich Hitzig im italienischen Neorenaissance-Stil erbaut, 1948 gesprengt, die eingeschossigen Teile der Seitenflügel blieben erhalten.
- Hügelgrab im Dwasiedener Wald
- Kur-Muschel am östlichen Ende der Kurpromenade vorbei an der Seebrücke, seit 2016 leider gesperrt.

### Geschichtsdenkmale

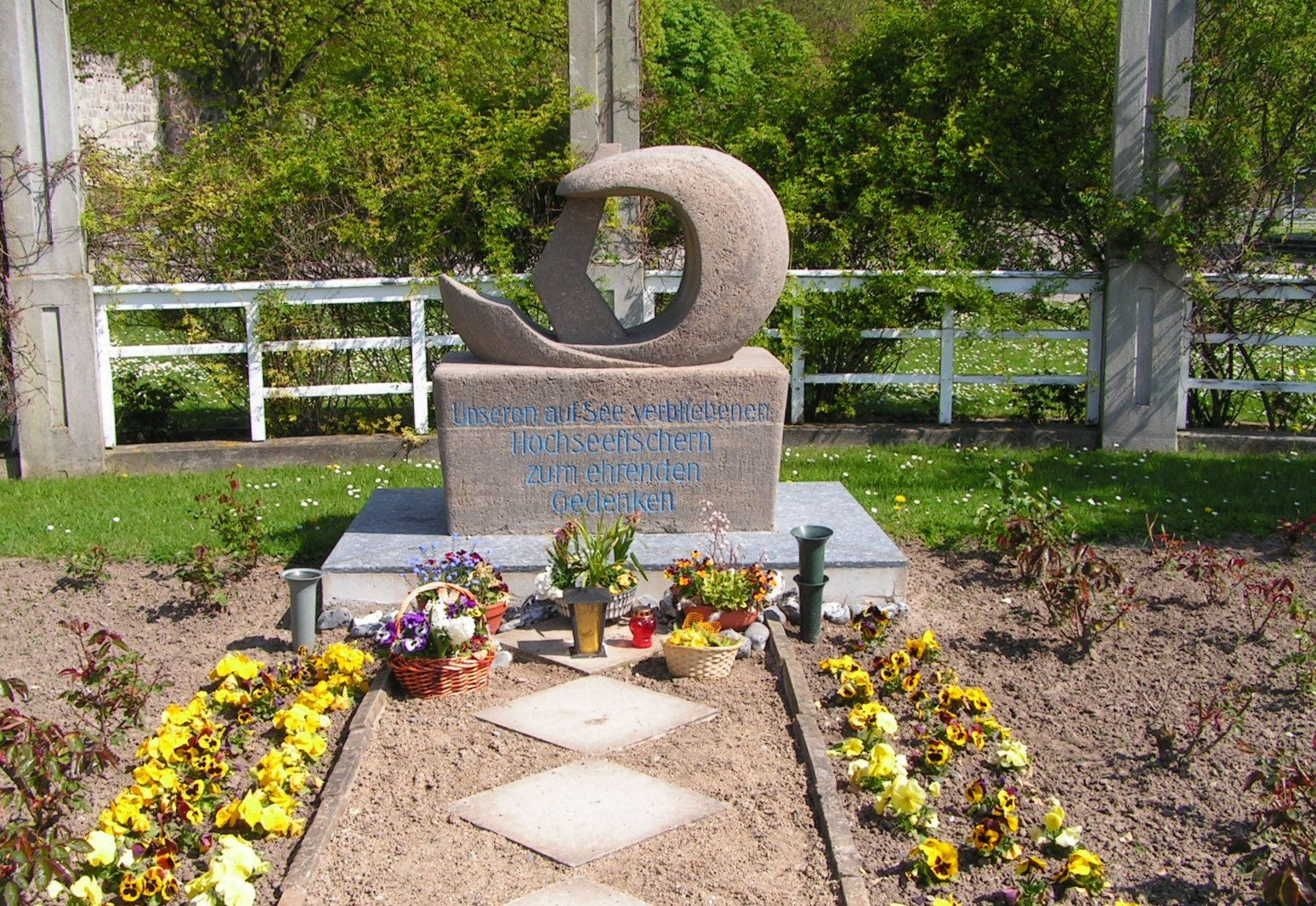
Denkmal für die nicht von See heimgekehrten Hochseefischer

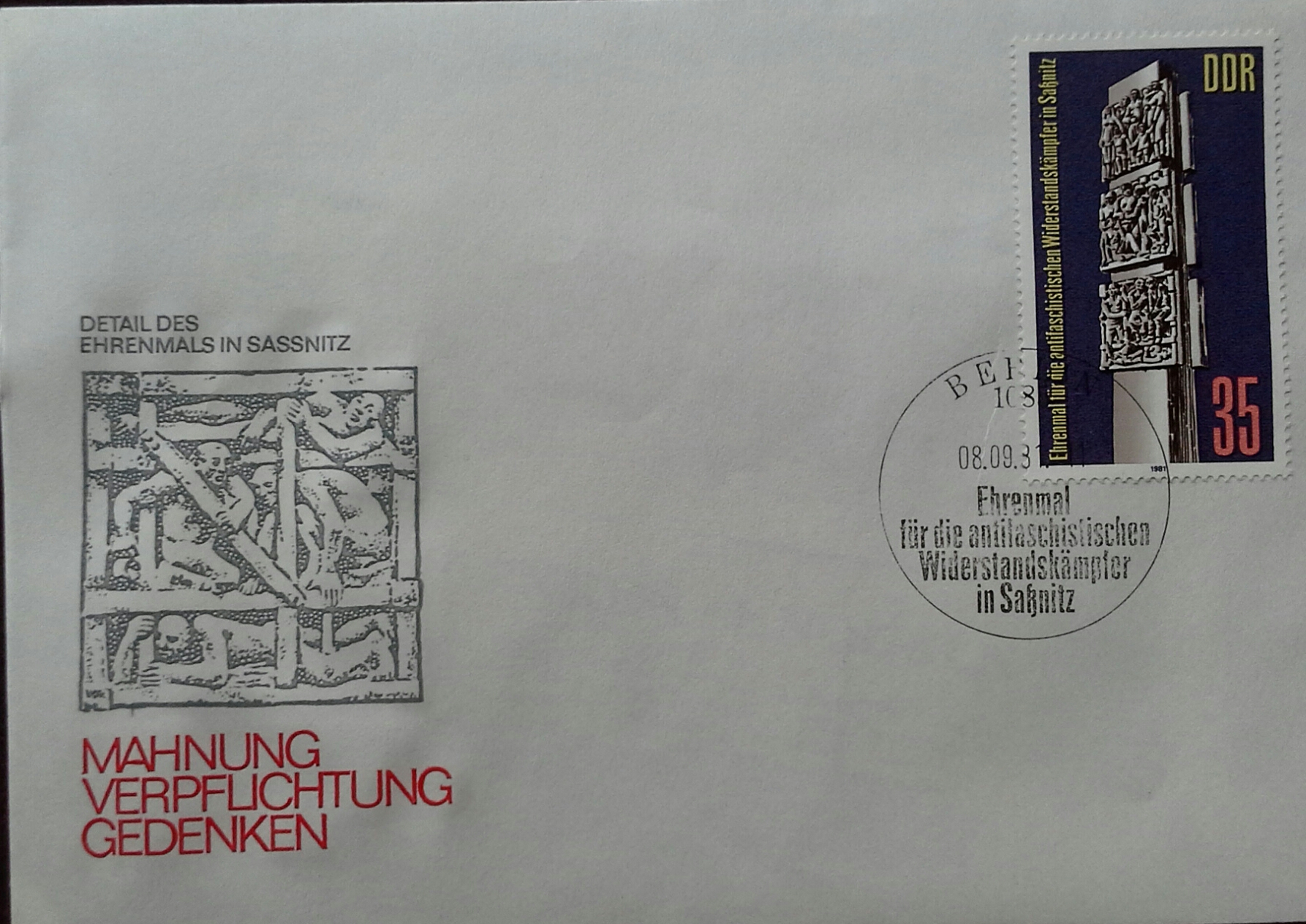
Ersttagsbrief mit der von Hans Detlefsen gestalteten und 1981 von der Deutschen Post edierten Briefmarke zum Ehrenmal für die antifaschistischen Widerstandskämpfer.

- Ersttagsbrief mit der von Hans Detlefsen gestalteten und 1981 von der Deutschen Post edierten Briefmarke zum Ehrenmal für die antifaschistischen Widerstandskämpfer.Ehrenmal für die antifaschistischen Widerstandskämpfer vom Bildhauer Reinhard Schmidt von 1973 im Park gegenüber dem Rathaus
- Ehrengrab mit Gedenkstein für den sozialdemokratischen Seemann Hermann Bebert, der als Kriegsdienstverweigerer 1945 hingerichtet wurde, auf dem Waldfriedhof. Seit 1970 trägt die Sonderschule in der Stubbenkammerstraße Beberts Namen.
- Gedenkstein zu Ehren von Lenin, der sich 1917 auf dem Weg von seinem Schweizer Exil nach Russland kurzzeitig in Sassnitz aufhielt. Der Gedenkstein (siehe Lenindenkmale auf dem Territorium der ehemaligen DDR) steht auf einer kleinen Wiese auf dem Rügenplatz und wurde 2017 restauriert.[26]

### Natur

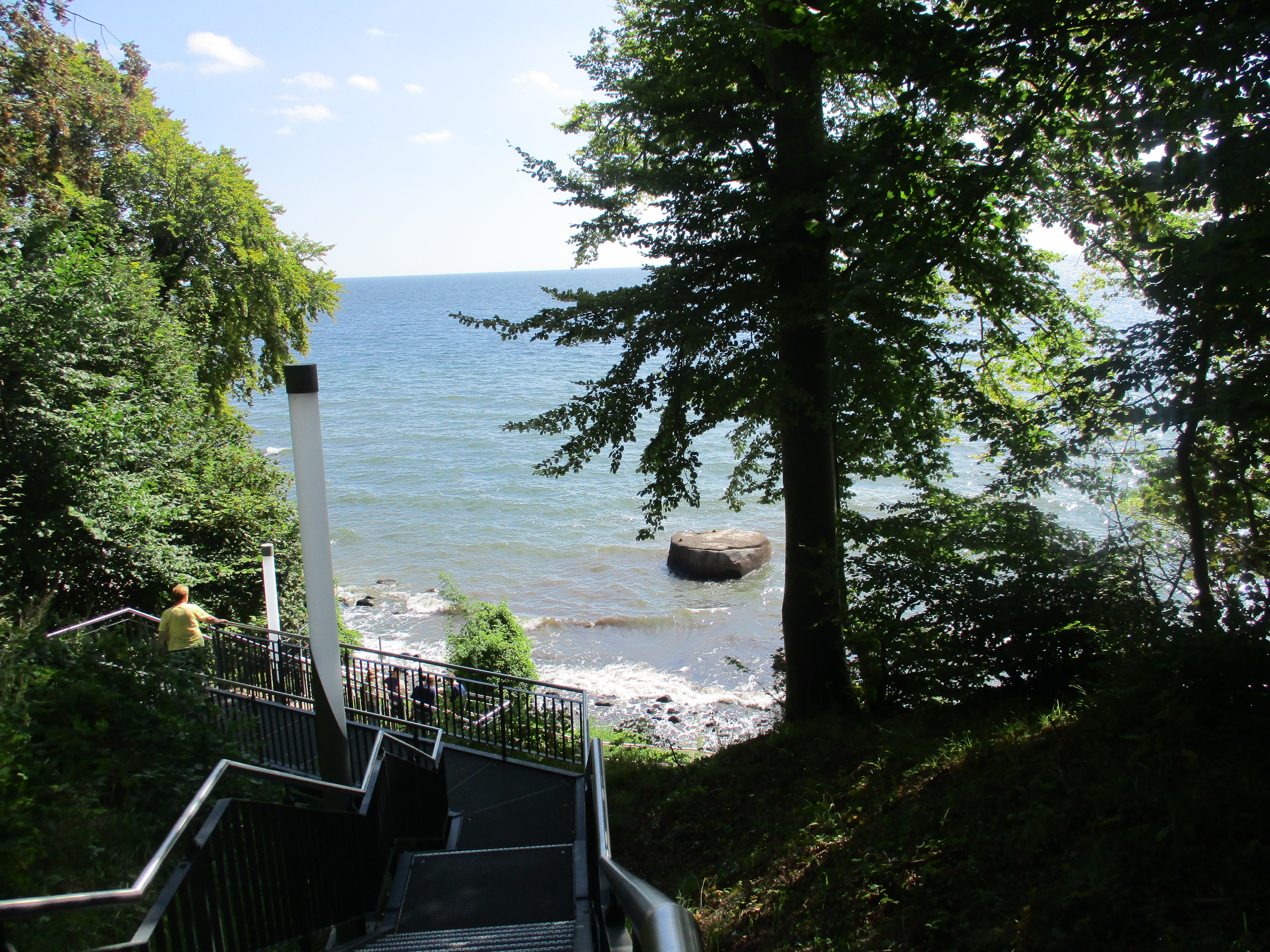
Treppe zum Strand

- Königsstuhl, touristischer Hauptanziehungspunkt im Nationalpark Jasmund, Deutschlands flächenmäßig kleinstem Nationalpark. Mit 118 m ist er der höchste Kreidefelsen des Nationalparks.
- Geotop Uskam umgangssprachlich Klein Helgoland im nördlichen Uferbereich, seit April 2021 über eine neue Treppe vom Karl-Liebknecht-Ring zum Strand über die Strandpromenade zu erreichen.
- Granit-Findling Jastor beim Fährhafen Sassnitz-Mukran.

### Kultur

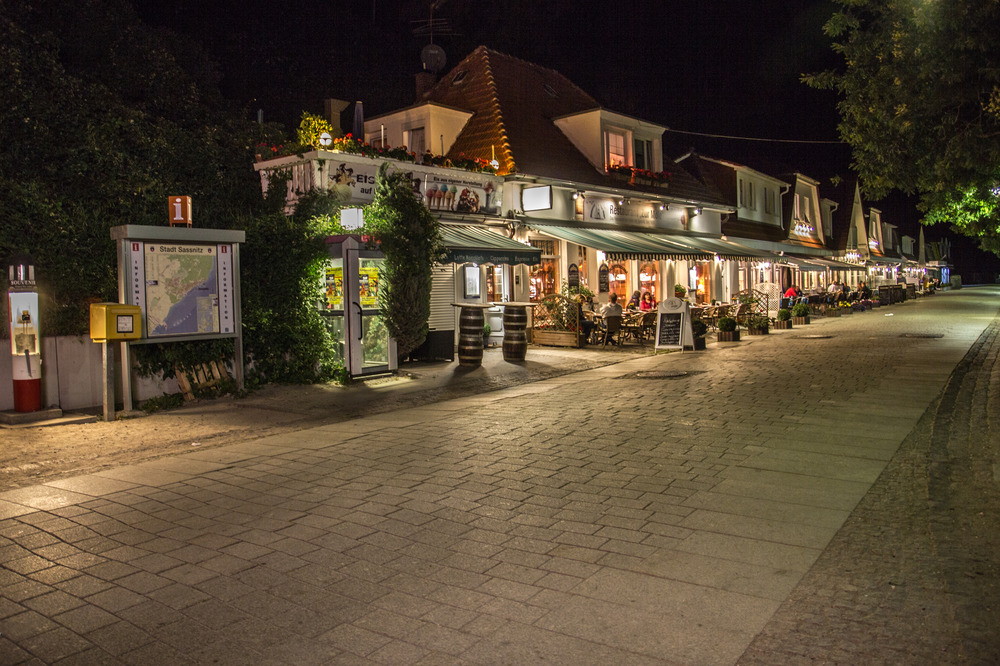
Restaurants an der Strandpromenade

- Nationalpark-Zentrum Königsstuhl, 2004 eröffnet, mit Aussichtsplattform, Erlebnisausstellung und Multivisionskino
- Tierpark Sassnitz am Rande des Nationalparks Jasmund, einziger Tiergarten der Insel Rügen
- Kreidemuseum Gummanz, einziges Kreidemuseum Europas unweit von Sassnitz in der Nähe von Sagard auf dem Gelände des von 1855 bis 1962 betriebenen Kreidetagebaus, zeigt Originalgeräte sowie auf Bild- und Texttafeln die geologischen Zusammenhänge, den Kreideabbau und die Kreideverarbeitung. Im Sommer gibt es regelmäßig eine Fundberatung für Fossiliensammler.
- Glasbahnhof, Teil des ehemaligen Bahnhofs Sassnitz Hafen, hat durch den Ausbau des neuen Fährhafens Sassnitz in Mukran seine ehemalige Funktion verloren. Er beheimatet heute einen Ausstellungs- und Veranstaltungssaal sowie das Museum für Unterwasserarchäologie. Dort finden sich einige Exponate der Bootsfunde von Ralswiek.

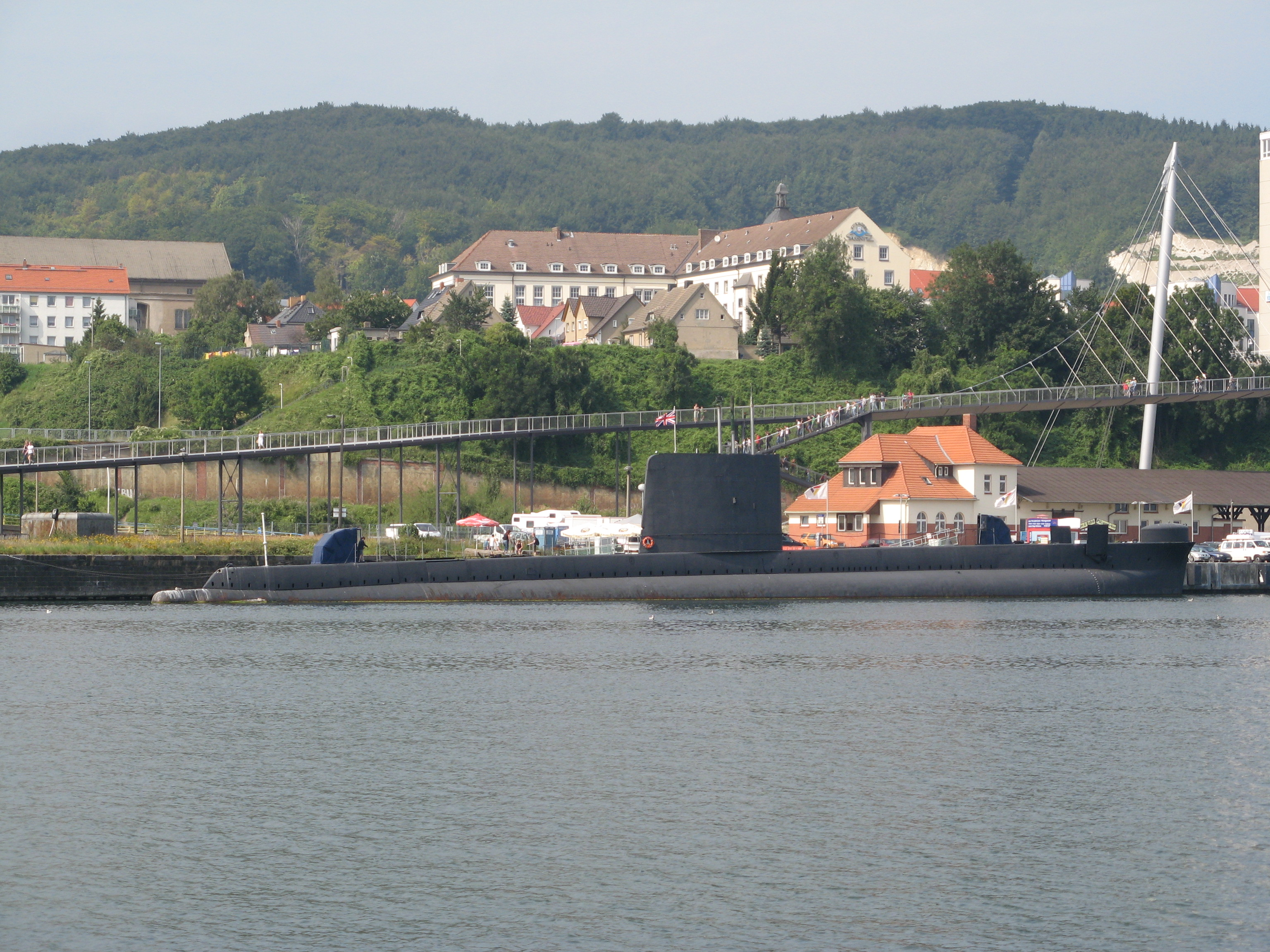
HMS Otus im Sassnitzer Hafen

- Fischerei- und Hafenmuseum, dokumentiert die Geschichte der Fischerei Rügens und des alten Sassnitzer Hafens. Zu den Exponaten gehört der Fischkutter „Havel“. Im Hafen liegen Ausflugsschiffe und Fischerboote, das britische U-Boot HMS Otus und der Küstenfrachtsegler „Annemarie“, der bis 2007 zu einem Passagierschiff umgebaut wurde.
- „Alaris-Schmetterlingspark“, seit Juli 2003 in Betrieb, beheimatet hunderte frei fliegende Schmetterlinge in tropischer Umgebung.
- „Lichtspiele Sassnitz“,[27] Programmkino und kulturelles Kino der Insel Rügen. Seit 2000 werden jeden Freitag anspruchsvolle Programmkinofilme im Grundtvighaus gezeigt. Eine Dependance des Kinos ist das Cliffkulturkino in Sellin.[28]
- „Jugendprojekt E-Werk“, Gründerzentrum für Projekte und Ideen für benachteiligte Jugendliche und junge Erwachsene zur Schaffung von gemeinwohlorientierten Arbeitsplätzen. Aus dem 100 Jahre alten Sassnitzer E-Werk entstand ein Jugend-, Kultur-, Dienstleistungs- und Veranstaltungszentrum mit einer Eventhall und einem Bettenhaus auf Jugendherbergsniveau.
- Städtisches und evangelisches Begegnungszentrum, von 2000, im Gerhart-Hauptmann-Ring 50, Treffpunkt für ältere Menschen, inzwischen mit anderen Projekten zusammengewachsen wie Café „Kiek in“, Spinnstube, „Klönstube“ des CJD Garz, „Klönclub“, Kleiderbörse, verschiedenen Selbsthilfegruppen, ESV Sassnitz (Kraftsport für jedermann) und kirchlichem Jugendclub „Saskia“.
- „De Jasmunder Plattdänzer“, Volkstanzgruppe aus Mädchen und Jungen
- Jugendblasorchester Sassnitz, gegründet 1959
- Volkschor Sassnitz, gegründet 1964
- Sassnitzer Karnevalsclub (SKC), gegründet 1975

### Regelmäßige Veranstaltungen

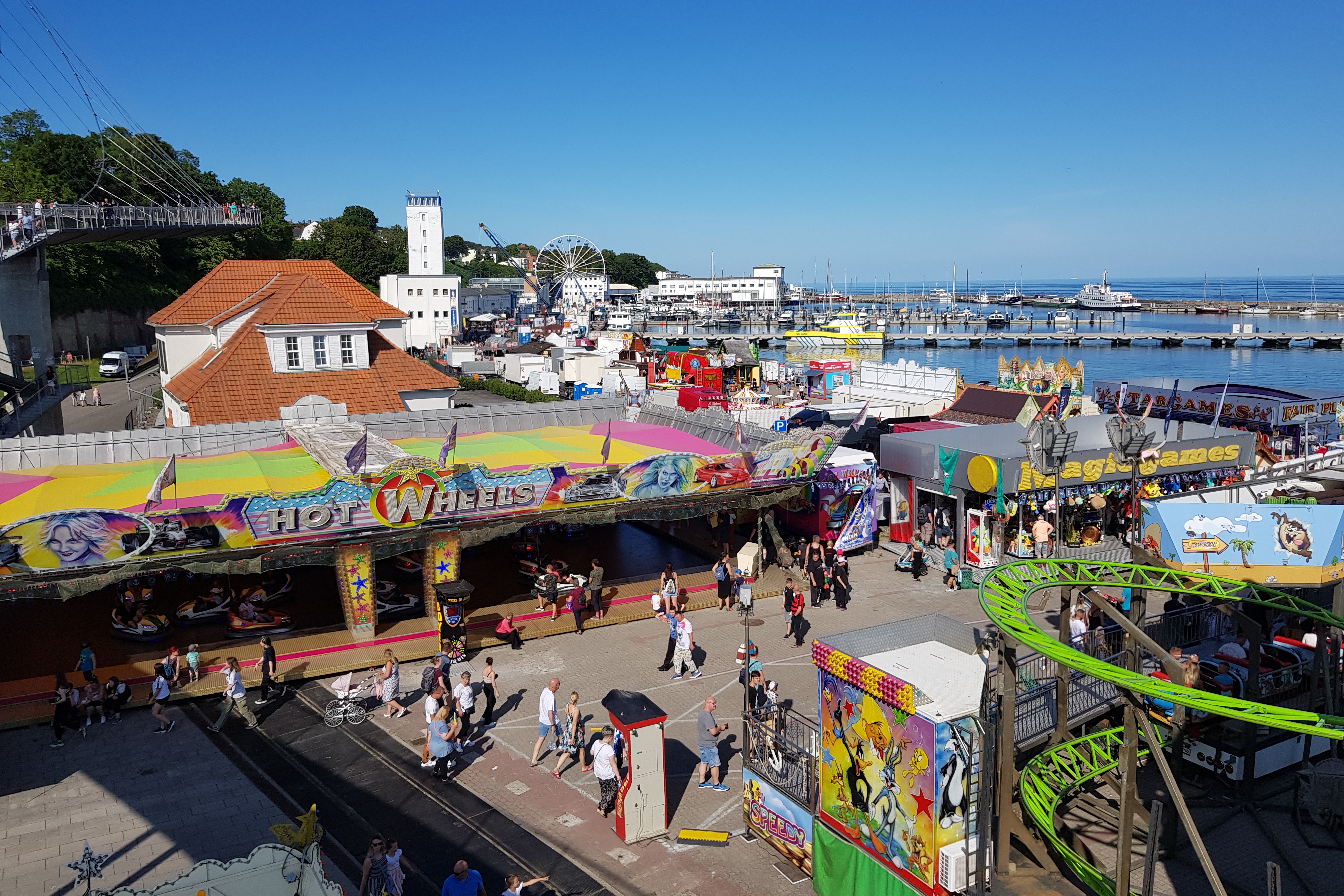
Rügener Hafentage (2023)

- Prunksitzung des Sassnitzer Karnevalclubs, jährlich in der Sporthalle Dwasieden.
- Kinderfest im Tierpark mit Ponyreiten, Musik und Unterhaltung, am nächstliegenden Sonntag des Kindertags.
- Mittsommerfeuer, Veranstaltung nach schwedischer Tradition, mit Gästen aus der Partnerstadt Trelleborg.
- Hauptstraßenfest der Stadt, Mitwirkung der Gewerbetreibenden, seit 2001 am letzten Juni-Wochenende (findet seit Jahren nicht mehr statt).
- Sommerkonzerte in der St.-Johannes-Kirche, regelmäßig Juni bis September.
- Rügener Hafentage, jährlich am zweiten Juli-Wochenende drei Tage lang am Stadthafen.
- Sassnitzer Molensoiree, lange Nacht auf der Sassnitzer Mole am ersten Samstag im August.
- Sommerfest im Tierpark, Ponyreiten, Musik und Unterhaltung, Mitte August (Tierpark ist geschlossen).
- Promenaden-Revue an der Strandpromenade und Seebrücke, am letzten August-Wochenende
- Molenlauf, Ende Oktober seit 2018
- Adventsmarkt in der Altstadt, am ersten Advent

## Wirtschaft und Infrastruktur

### Unternehmen (Auswahl)

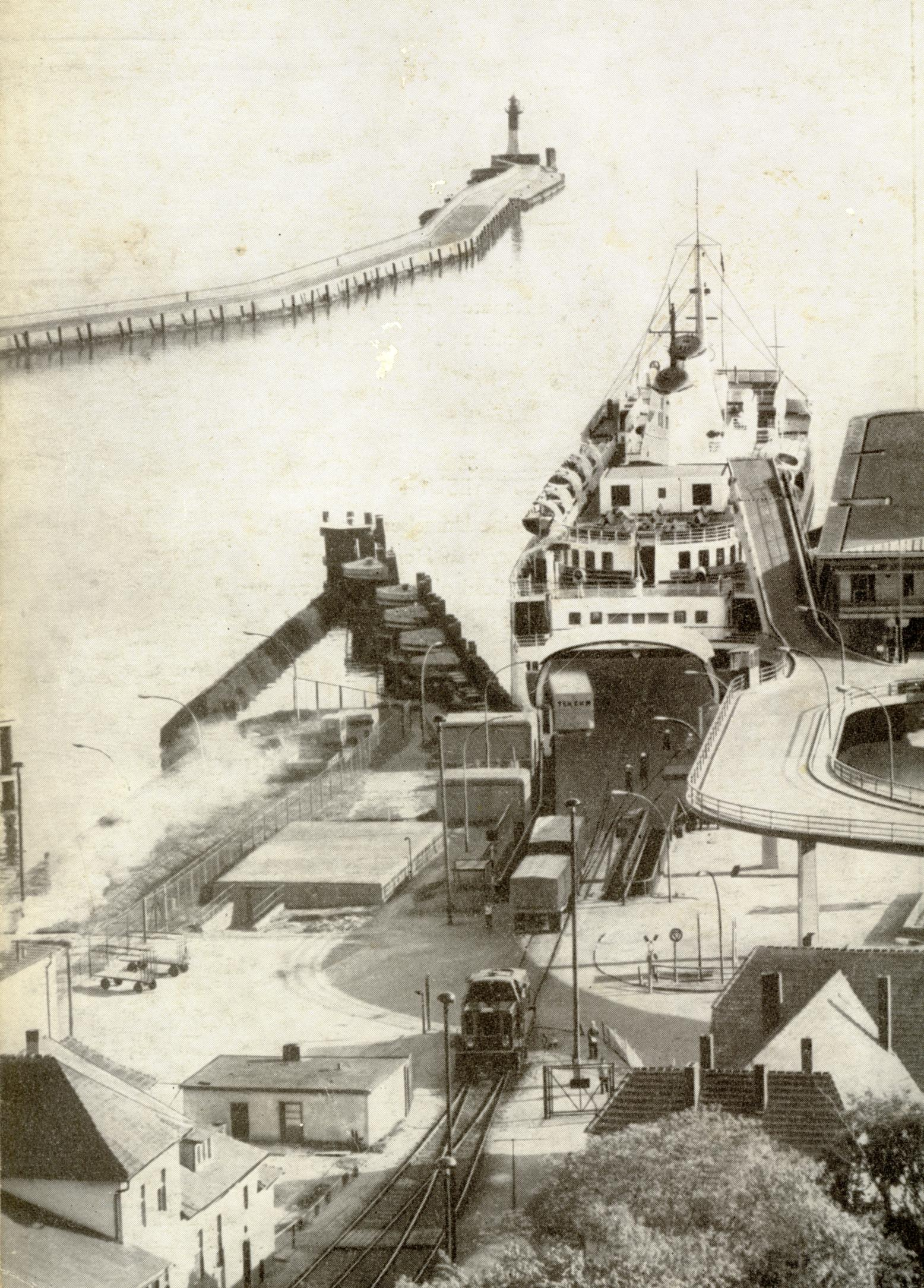
Alter Fährhafen um 1970

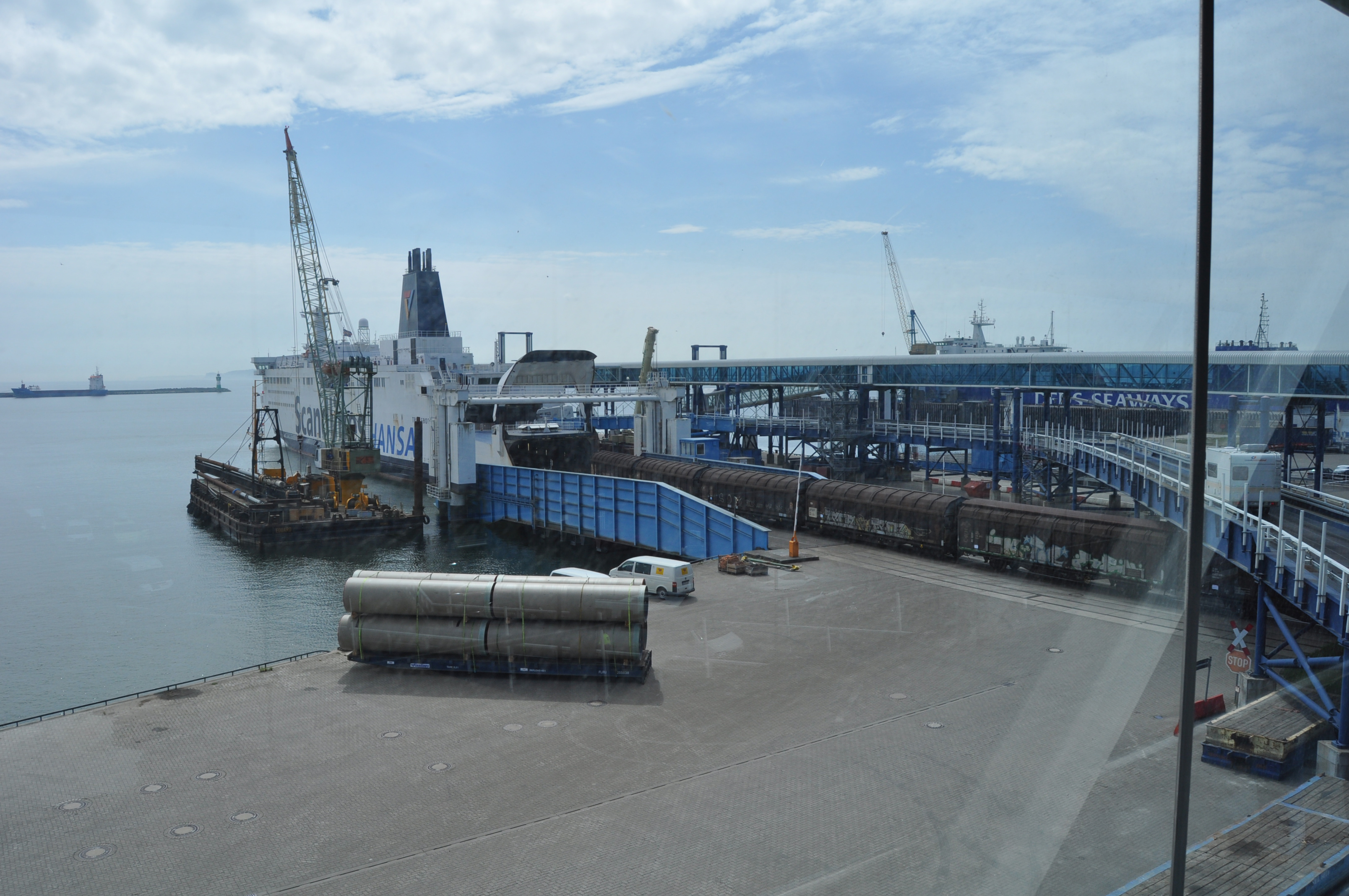
Fährterminal in Mukran

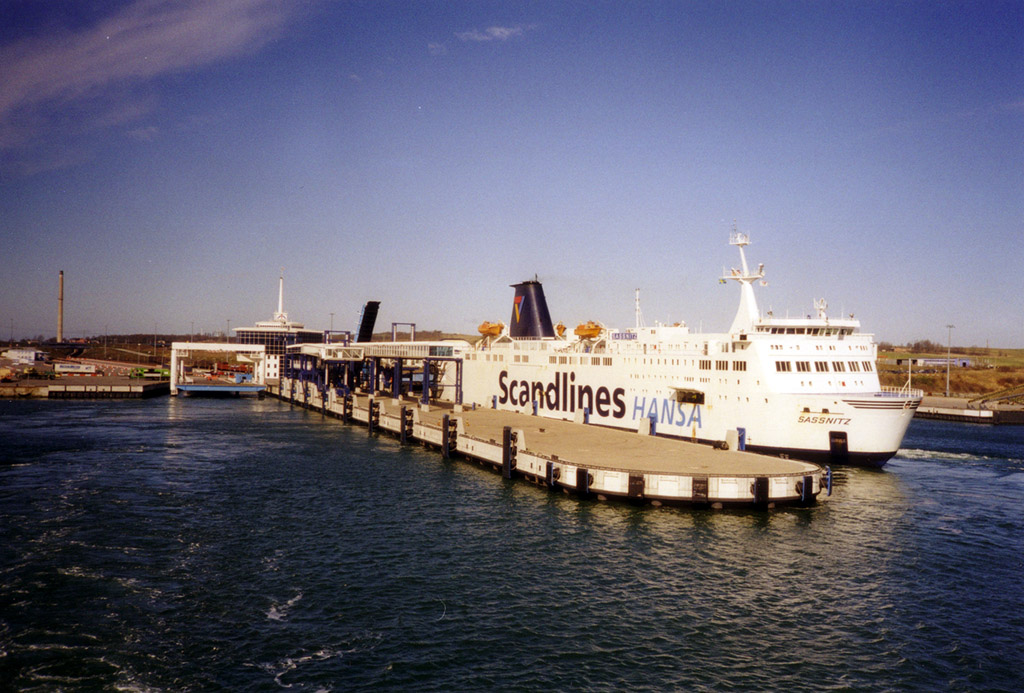
Neuer Fährhafen Sassnitz-Mukran

Die Wirtschaft von Sassnitz wird vom Tourismus und von der Hafenwirtschaft bestimmt.
Der Kreideabbau bei Klementelvitz unweit von Sassnitz ist ein traditioneller Industriezweig der Insel. Schon seit 1840 wird hier Kreide im Tagebau abgebaut. Sie findet nicht nur für die Herstellung von Gips Verwendung, sondern wird wegen ihrer hohen Qualität auch von Kraftwerken für ihre Filteranlagen verwendet. Die Rügener Kreide wird für die Gesundheits- und Präventivmedizin angewendet im Kreide-Heilbad Sassnitz.
Die Rügen Fisch AG (zuvor Neue Rügenfisch GmbH) ist in Sassnitz ansässig. Das Unternehmen, das nach der deutschen Wiedervereinigung umfassend modernisiert wurde, ist in Sassnitz Arbeitgeber für etwa 200 Menschen und produziert ein großes Sortiment an Fischkonserven. Zudem hat die Cuxhavener Kutterfisch-Zentrale einen Zweigbetrieb in Sassnitz. Überdies ist Sassnitz Heimathafen für Schiffe der Küsten- und Kleinen Hochseefischerei.
Ende der 1990er Jahre gab es Überlegungen seitens der Meyer-Werft in Papenburg, hier eine Werft für Kreuzfahrtschiffe zu errichten. Diese war wegen der Nähe zum Nationalpark in der Kritik und wurde von dem Unternehmen nicht weiter verfolgt.
Der Fährhafen Sassnitz im Ortsteil Mukran (Mukran Port) ist der östlichste Hafen Deutschlands für die Großschifffahrt. Die Lage ermöglicht die kürzesten Seeverbindungen von Deutschland nach Schweden, Dänemark (Bornholm), Finnland, Russland und ins Baltikum. Der Hafen liegt an der Prorer Wiek unmittelbar an der offenen See und ermöglicht so der Schifffahrt eine unkomplizierte Ansteuerung. Wassertiefen von 10 1⁄2 m machen den Hafen für alle im Ostseeraum agierenden Schiffsklassen zugänglich. 2013 betrug der Gesamtumschlag im Hafen Sassnitz-Mukran 3,2 Mio. Tonnen (t) (2012: 3,5 Mio. t, 2011: 4,9 Mio. t)
Durch seine flexiblen Gleisanlagen hatte sich der Fährhafen Sassnitz zu einem Spezialhafen für den kombinierten Güterverkehr entwickelt. Inzwischen nimmt die Nutzung ab; 2013 wurden nur noch 20.000 Güterwagen (2012 noch 31.000 Wagen) auf der Stena-Line-Route von und nach Trelleborg umgeschlagen. Auf den Linien vom und ins Baltikum sind es jährlich etwa 7400 Wagen.
Am Mukran Port sind verschiedene Industrie- und Gewerbeunternehmen angesiedelt:
- Bei der Euro-Baltic Fischverarbeitungs GmbH der niederländischen Betreibergesellschaft Parlevliet & Van der Plas werden jährlich über 30.000 Tonnen Hering für die Fischindustrie zu Heringslappen, Filets und Tiefkühlware verarbeitet.[32] Einen großen Anteil liefern Fischer aus Sassnitz und Mecklenburg-Vorpommern, die ihre Fänge zu vereinbarten Festpreisen mit eigenen Kuttern, mit angemieteten Fischtankern oder per Lkw an der Pier des modernen Fischverarbeitungszentrums anliefern. Der Rest wird aus Schleswig-Holstein, Dänemark und Schweden angeliefert.

- Die INVO Bauplanung GmbH aus Ribnitz-Damgarten möchte eine Steinfabrik für 36 Millionen Euro auf dem ehemaligen Bahngelände im Bereich des Fährhafens errichten, um die Standortvorteile hinsichtlich des An- und Abtransports von Granulat und der Fertigprodukte auf dem Seeweg zu nutzen.

Für die Lotsaufgaben im Hafen von Sassnitz und dem vorgelagerten Seegebiet sind die Seelotsen der in Warnemünde ansässigen Lotsenbrüderschaft Wismar-Rostock-Stralsund zuständig.
Einen Standortvorteil hatte Mukran beim Bau der Nord-Stream-Erdgas-Pipeline von Russland nach Lubmin. Die Stahlröhren mit einem Durchmesser von 1,4 m wurden vom Ruhrgebiet hierher transportiert. Auf dem weitläufigen Bahngelände wurde eine Fabrikation für die Betonummantelung und Konservierung der Rohrelemente errichtet, und die gesamten Rohre für beide Leitungsstränge wurden hier fertiggestellt. Nach der Zwischenlagerung auf dem Bahnhofs- und Hafengelände wurden die Rohrelemente zu den Verlegeschiffen gebracht und dort verarbeitet und abgesenkt.
Für die Verlegung der zwei Stränge Nord Stream 2 werden die Anlagen in Mukran zur Lagerung und Betonummantelung zahlreicher weiterer Rohre seit Ende 2016 bereits wieder genutzt.
Auf dem Gelände am Fährhafen Sassnitz wurde von 2013 bis Anfang 2015 für 9,8 Millionen Euro ein rund 23 Hektar großes Gewerbegebiet zur Neuansiedlung erschlossen. Dazu wurden auch Fördermittel der EU zur Verbesserung der regionalen Wirtschaftsstruktur in Höhe von 5,5 Mio. Euro genutzt.

### Verkehr

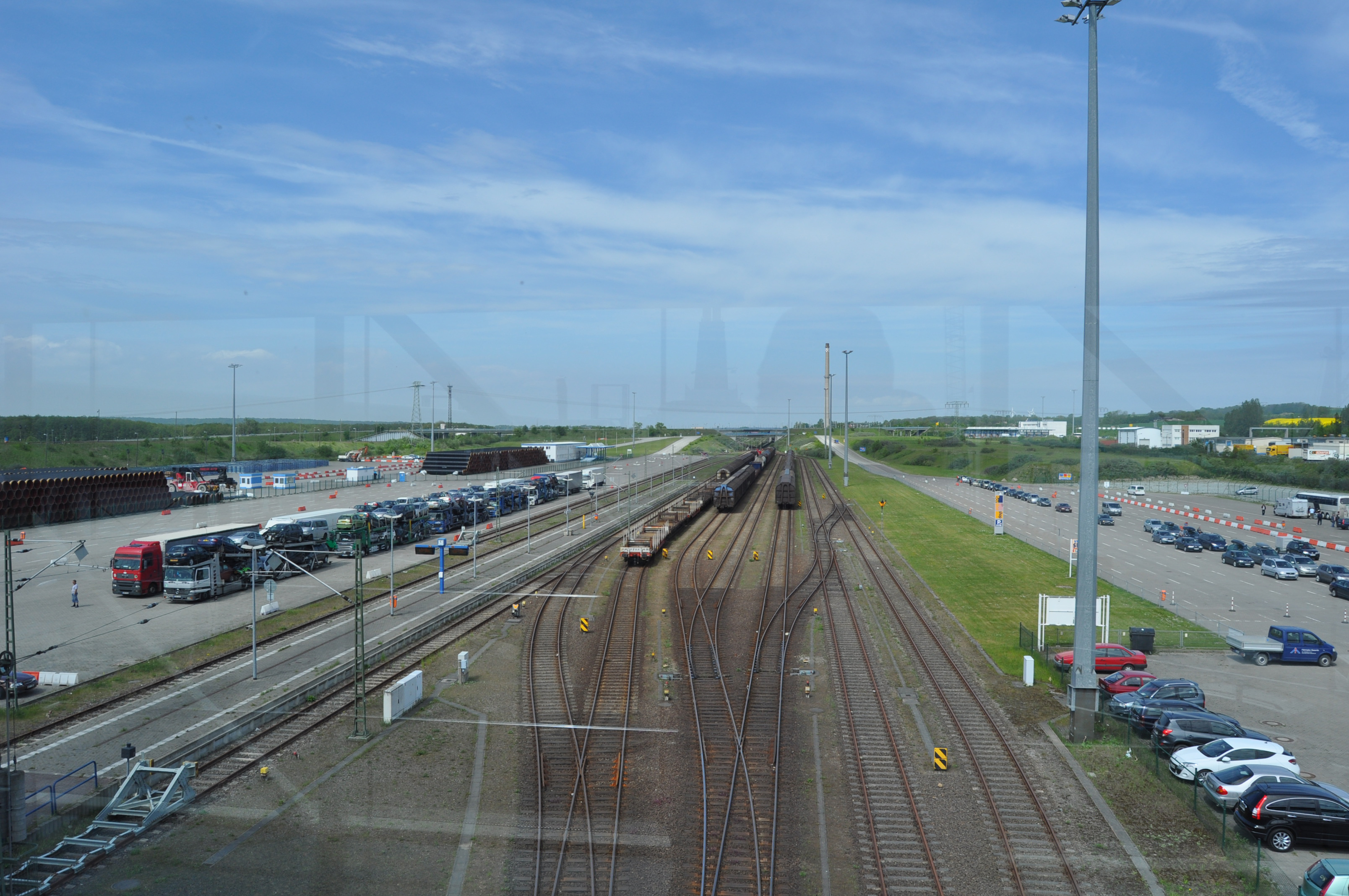
Fährbahnhof Mukran – links Rohre für die Nord-Stream-Gas-Pipeline

Sassnitz ist Endpunkt der Bundesstraße 96 nach Stralsund. Hier beginnt auch die Landesstraße L 29 nach Binz und Putbus.
Der Bahnhof Sassnitz ist Endpunkt der Bahnstrecke Stralsund–Sassnitz. Hier und am Haltepunkt Lancken verkehren Züge der Regional-Express-Linie RE9 nach Rostock.
Außer dem Bahnhof Sassnitz gibt es den Fährbahnhof in Mukran mit der Bezeichnung Sassnitz Fährhafen. Bereits vor dem Ersten Weltkrieg wurde der Bahnhof Sassnitz Hafen als Fährbahnhof für die so genannte „Königslinie“ nach Schweden (Trelleborg) eingerichtet. In den 1980er Jahren wurde im Ortsteil Mukran ein neuer Fährhafen mit Breit- und Normalspur-Gleisen gebaut. Von dort gibt es Verbindungen nach Dänemark (Rønne auf Bornholm) und Sankt Petersburg (Russland). Die Route ins litauische Klaipėda wurde am 30. September 2013 eingestellt.
Auf den Fähren der Stena Line nach Trelleborg (Schweden) wurden Straßenfahrzeuge und Eisenbahnwagen befördert. Neben der noch heute bestehenden Nachtzugverbindung Berlin – Malmö (nur mit Liegewagen) wurden bis 2014 auch Güterwagen transportiert. 2013 waren es rund 20.000, 2004 noch etwa 60.000 Güterwagen. Die Reederei Stena Line verlagerte aufgrund dieser Entwicklung Mitte Juni 2014 den Güterverkehr per Eisenbahnfähre zwischen Deutschland und Schweden nach Rostock. 524.000 Passagiere nutzten 2013 die „Königslinie“ nach Trelleborg. Insgesamt wurden 2013 in Sassnitz mehr als 561.000 Fährpassagiere gezählt.
Die Fährlinie nach Bornholm wird seit 2018 ganzjährig mit der Hammershus bedient, zuvor nur im Sommer.
Am 14. März 2020 wurde wegen der COVID-19-Pandemie der Fährverkehr und damit die Eisenbahn Fährverbindung auf der Route Sassnitz – Trelleborg eingestellt und nicht wieder aufgenommen, da Stena Line am 8. April 2020 bekannt gab, dass die Verbindung aufgegeben werde. Damit endet die Königslinie nach 111 Jahren. Seit September 2020 bestand eine neue Fährverbindung nach Schweden mit einer Katamaran-Fähre zum Zielhafen Ystad. Seit April 2023 wurde wieder Trelleborg angelaufen, so dass die Skane Jet nun die klassische Königslinie bediente. Die schnellste Überfahrt zwischen Deutschland und Schweden betrug knapp 2,5 Stunden. Zum 30. September 2024 wurde die Verbindung wegen Unwirtschaftlichkeit wieder eingestellt und eine Lösung für die Zukunft gesucht.

### Bildung
- Grundschule Ostseeblick, Schulstraße 5
- Regionale Schule, Geschwister-Scholl-Straße 8
- Allgemeine Förderschule, Mukraner Straße 5
- Berufsschule Rügen, Straße der Jugend 7
- Kindertagesstätte „Lütt Matten“ der Volkssolidarität
- Kindertagesstätte „Kunterbunt“ der Volkssolidarität
- Kindertagesstätte „8. März“ der Evangelischen Kirchengemeinde St. Johannis

### Sport
Die „SG Empor Sassnitz“ ist mit etwa 700 Mitgliedern der größte Sportverein der Insel Rügen. Sie umfasst die Sektionen Fußball, Handball, Volleyball, Tennis, Tischtennis, Badminton, Leichtathletik, Judo, Kegeln, Senioren- und Kraftsport.
- Sportplatz Dwasieden, am Rande des Dwasiedener Waldes, mit 400 m-Aschenbahn und zwei Weitsprunggruben.
- Sporthalle Dwasieden, mit Handballspielfeldabmessungen sowie vier weitere kleinere Sporthallen.

Für August 2025 erwartet Sassnitz einen Internationalen Segelwettbewerb SailGP mit enormer Tragweite auch für die touristische Aufwertung der Stadt und des gesamten Rügener Seegebietes.

### Rettungsstation der DGzRS
Im ehemaligen Fährhafen betreibt die Deutsche Gesellschaft zur Rettung Schiffbrüchiger (DGzRS) eine Rettungsstation, die mit einem Seenotrettungskreuzer ausgestattet wurde. Wegen der Nähe zur stark befahrenen Kadetrinne hat die DGzRS seit 2003 einen speziellen Kreuzer für Großeinsätze stationiert.

### Notschlepper-Station
Im Rahmen des Deutschen Notschleppkonzepts ist im Hafen von Sassnitz im Auftrag der Wasserstraßen- und Schifffahrtsverwaltung des Bundes ein Bergungsschlepper als Notschlepper stationiert, um die Sicherheit der Schifffahrt in der östlichen Ostsee zu gewährleisten. Bis 2021 war dies die Fairplay-25 der Arbeitsgemeinschaft Küstenschutz. Seit 2021 ist die VB Bremen Fighter von Boluda Deutschland im Einsatz.

## Persönlichkeiten

### Söhne und Töchter der Stadt
- Friedrich von Lindequist (1862–1945), Kolonialbeamter, in Wostevitz geboren
- Günther Haase (1917–1991), Historiker und Politiker (CDU der DDR)
- Gudrun Pontius (1944–1999), Malerin und Grafikerin
- Lutz Reinstrom (* 1948), Serienmörder
- Leif Tennemann (* 1960), Hörfunkmoderator
- Jörg Kracht (* 1963), Fernschachspieler
- Constance Radfan (* 1969), Volleyballspielerin

### Mit Sassnitz verbundene Persönlichkeiten
- Caspar David Friedrich (1774–1840), ließ sich um 1818 von den Kreidefelsen an der Steilküste Jasmunds zu seinem Gemälde Kreidefelsen auf Rügen inspirieren.
- Theodor Fontane (1819–1898), sammelte in Saßnitz 1895 Anregungen für seinen Roman Effi Briest.

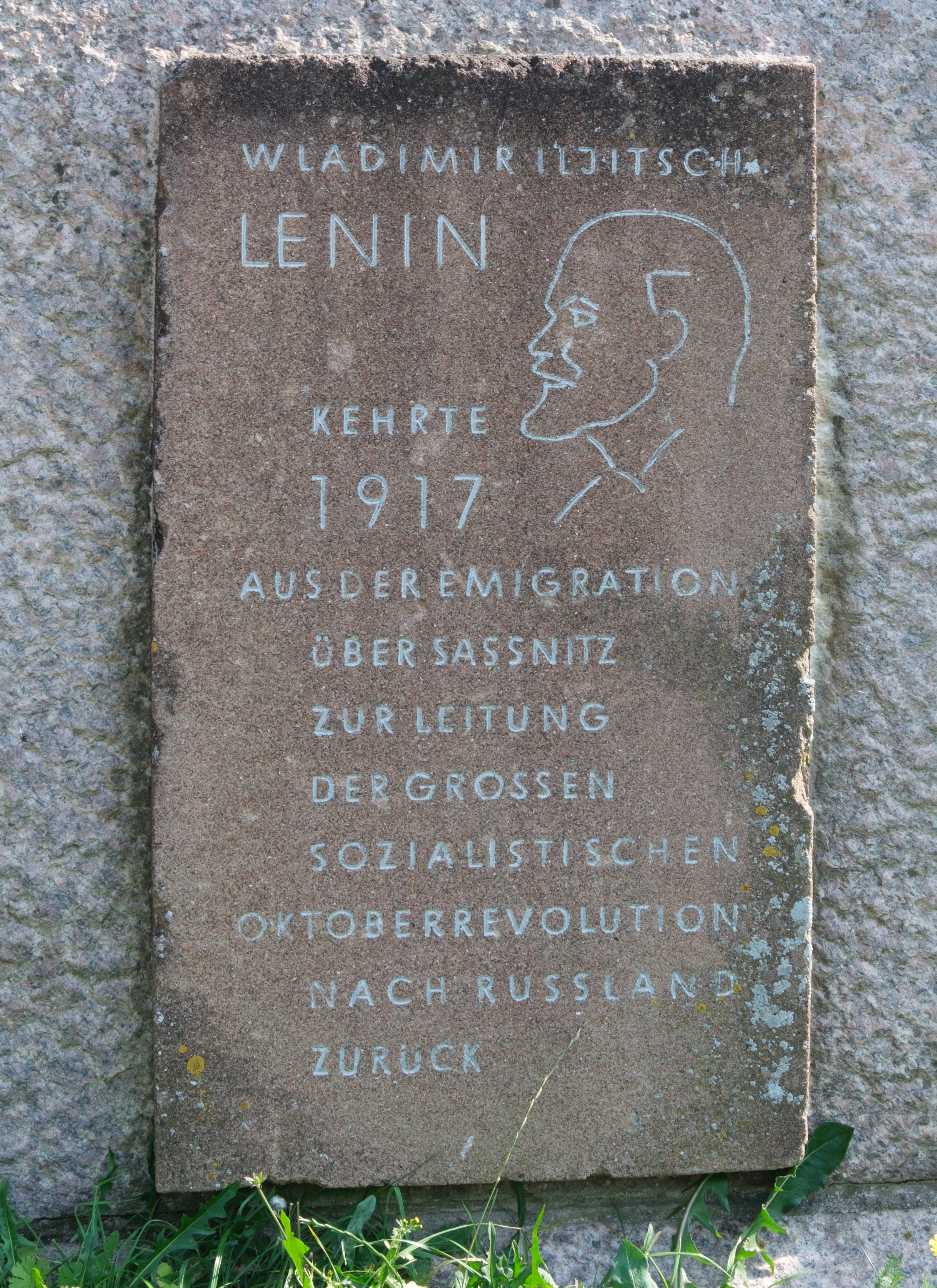
Lenin-Denkmal

- Adolph von Hansemann (1826–1903), 1887 bis 1896 modernisierte er die Stadt Sassnitz auf eigene Kosten. Unter anderem ließ er den Fischereihafen anlegen und investierte in die Modernisierung der Kreidewirtschaft.
- Johannes Brahms (1833–1897), weilte 1876 für längere Zeit in Sassnitz, komponierte hier den letzten Satz seiner 1. Sinfonie.
- Hugo Hermes (1837–1915), Politiker (DFP), lebte in Saßnitz.
- Auguste Victoria (1858–1921), deutsche Kaiserin, verbrachte 1890 einen längeren Sommerurlaub in der Villa „Martha“ direkt am Steilufer über dem Kurplatz.
- Rudolf Mainzer (1882–1977), Politiker (SPD), lebte in Saßnitz
- Friedrich Rohde (1895–1970), verantwortlicher Mitarbeiter im Fischfangkombinat Saßnitz
- Dr. Wolfgang Rudolph (1923–2014), war erster Sassnitzer Stadtarchivar, Volkskundler und Schriftsteller
- Helmut Senf (1933–2025), Metallgestalter und Maler, lebt und arbeitet seit 1994 in Sassnitz
- Holger Teschke (* 1958), Schriftsteller und Regisseur, wuchs in Saßnitz auf.
- Steffi Nerius (* 1972), Speerwerferin, erwarb bei der SG Empor Saßnitz bis 1986 ihre leichtathletischen Grundlagen.

## Sagen
Die Germanengöttin Hertha, auch Erdmutter Nerthus genannt, soll im Nationalpark Jasmund in der nach ihr benannten Herthaburg gelebt haben. Tatsächlich gehörten einige Erdwälle zu einer ehemaligen slawischen Fluchtburg. Angeblich fuhr die Göttin Hertha einmal im Jahr an den Herthasee, um darin zu baden. Sterblichen war der Anblick der badenden Göttin verwehrt. Deshalb wurden alle Diener und Sklaven, die ihr beim Bade behilflich waren, anschließend im See ertränkt. Theodor Fontane hat diese Legende in seinem Roman Effi Briest aufgegriffen.
Auch der Königsstuhl hat seinen Namen aus einer Begebenheit der sagenhaften Vergangenheit. Derjenige wurde König, der von der Seeseite her die Klippen erklimmen konnte.
Eine weitere Sage berichtet, dass der berühmte Freibeuter Klaus Störtebeker 1340 auf dem Gut Ruschvitz auf Jasmund geboren wurde. Die Piratenschlucht in Sassnitz unweit der Altstadt soll einer der zahlreichen Schlupfwinkel von Störtebeker und seinen Vitalienbrüdern in der Ostsee gewesen sein. Seit 1993 finden in den Sommermonaten auf der Freilichtbühne in Ralswiek die Störtebeker-Festspiele statt.